# Muamar el Gadafi
Muammar Muhammad Abu Minyar al-Gaddafi (en árabe: معمر محمد أبو منيار القذافي‎, tr. Mu‘ammar al-Qaḏḏāfī, pronunciado: /muʕamːar ulqaðːaːfiː/ⓘ) (Sirte, 7 de junio de 1942-Sirte, 20 de octubre de 2011) fue un militar y político libio, que gobernó su país durante 42 años, desde el 1 de septiembre de 1969 hasta el día de su asesinato en 2011 por milicianos opositores del CNT. Llegó al poder a través de un golpe militar, convirtiéndose primero en presidente de la República Árabe Libia de 1969 a 1977 y luego en el «Líder Fraternal» de la Gran Yamahiriya Árabe Libia Popular y Socialista de 1977 a 2011. Inicialmente comprometido ideológicamente con el nacionalismo árabe y el nasserismo, Gadafi luego gobernó de acuerdo con su propia «tercera teoría universal». Es considerado por diversas fuentes como un dictador.
Tras licenciarse en Derecho, encabezó la Revolución del 1 de septiembre en 1969 que derrocó al rey Idris I de Libia, sustituyendo el Reino de Libia por un Estado con un nuevo sistema de gobierno, y aunque a partir de 1979 no ocupó ningún cargo público, desde entonces se atribuyó el título de «Líder y Guía de la Revolución». Durante su estancia en el poder, promovió la «tercera teoría universal» y la yamahiriya y el Estado socialista. En su ejercicio del poder tuvo varias metamorfosis en su alineación geopolítica. Al inicio de su gobernanza preservó cierta cercanía con Francia, pero al poco tiempo se alineó con la Unión Soviética. Abrazó sucesivamente el panarabismo, el anticapitalismo, el pro-sovietismo, el panislamismo, el intervencionismo belicista y un panafricanismo pacifista que le convirtió en el artífice de la Unión Africana. Quiso ser el sucesor de presidente egipcio Gamal Abdel Nasser, como cabeza visible del panarabismo y del socialismo árabe e intentó en más de una ocasión, sin éxito, unificar a Libia con alguno de estos países árabes: Egipto, Sudán, Siria e Irak, llegando incluso a formar la Federación de Repúblicas Árabes entre 1972 y 1977. Asimismo, Gadafi hizo intentos por unificar Libia con Túnez, Argelia, Marruecos y Chad. Además, quiso encabezar el Movimiento de Países No Alineados.
Por otra parte, Gadafi fue beligerante al enviar alrededor de 3000 militares libios en respaldo del presidente ugandés Idi Amin durante la guerra Uganda-Tanzania, a finales de los 70. Entre la década de los 70 y 80, Gadafi intervino militarmente en su vecino sureño Chad, ordenó la invasión y anexión de la franja de Aouzou chadiana debido a sus potenciales depósitos de uranio, y trató de derrocar al entonces dictador Hissène Habré durante la guerra de los Toyota.
Especialmente en la década de 1980, fue objeto de varios intentos de derrocamiento por parte del gobierno de Estados Unidos. Sin embargo, entre el final de la década de 1990 y el inicio de los años 2000, al abandonar el patrocinio de grupos revolucionarios en terceros países y el desarrollo «supuesto» de armas de destrucción masiva, consigue la rehabilitación por parte de las potencias occidentales, que sacaron a su país de la categoría de «Estado paria» a la de miembro pleno de la «comunidad internacional», tránsito que se salda con la visita a Trípoli de políticos occidentales de Estados Unidos, Reino Unido, Francia, Italia y Alemania. Por esa razón Muamar el Gadafi ha sido calificado tanto de líder hábil y coronel revolucionario e idealista, como de dirigente imprevisible, respetable y temido. Asimismo, para mejorar la situación económica de Libia, Gadafi permitió durante la década del 2000 el ingreso de petroleras extranjeras.
En febrero de 2011, las protestas violentas de los opositores al gobierno de Gadafi fueron duramente reprimidas, agudizando el conflicto que desembocó en una rebelión de gran escala y un grave conflicto armado alentado, apoyado y financiado por la OTAN y otros países afines. Las tropas opositoras lograron dominar gran parte del territorio libio en unos meses y capturaron la capital el 22 de agosto de 2011, tras lo cual Gadafi huyó a Sirte continuando desde allí un gobierno paralelo al del Consejo Nacional de Transición. Después de varias semanas sitiado, Gadafi fue herido y tras su captura por los rebeldes, ejecutado por estos el 20 de octubre de 2011. A partir de entonces, Libia derivó a una suerte de reino de taifas en el que multitud de grupos armados se resisten a deponer el poder conseguido mediante las armas. En agosto de 2014 los enfrentamientos entre los grupos rivales adquirieron carácter de una nueva guerra civil.

## Nombre
El líder libio fue registrado al nacer como Mulazim Awwal Mu’ammar Muhammad Abu Monyar al-Qadhafi. A veces transcrito como Muammar Muhammad Abu Minyar al-Gaddafi. En la traducción al inglés de su testamento aparecía como Muammar bin Mohammad bin Abdussalam bi Humayd bin Abu Manyar bin Humayd bin Nayil al Fuhsi Gaddafi.
Debido a que no existe un criterio unificado sobre la transliteración del idioma árabe, son comunes muchas formas distintas de escribir su nombre. En 2004, el Evening Standard de Londres enlistó 37 formas distintas de escribir el apellido del jefe africano, pero la cadena ABC News difundió posteriormente una nómina de 112 formas de escribirlo. La Biblioteca del Congreso de Estados Unidos utiliza la forma Muammar Qaddafi, mientras la Fundación del Español Urgente recomienda Muamar al Gadafi o Muamar el Gadafi. El sitio web oficioso del libio lo escribía para los angloparlantes y germanoparlantes como Al Gathafi, para los francoparlantes Khadafi y para los hispanoparlantes Al Gadafi.
Las variaciones sobre su nombre común se explican por la diferencia sonora de la siguiente manera:

## Biografía

### Origen y formación
Muammar ibn Muhammad ibn Abdul Salam ibn Humaid ibn Abu Minyar ibn Humaid ibn Nayel al-Qahsi al-Gaddafi nació el 7 de junio de 1942 al raso en una jaima o tienda del clan beduino Al-Qahous, rama de la tribu «gadafa», cerca de Qasr Abu Hadi, una zona rural en las afueras de la ciudad de Sirte. Descendiente de pastores nómadas del desierto de Sirte, en la región de Tripolitania, y de ascendencia árabe-bereber, su familia tenía un historial nacionalista. Su abuelo paterno, Abdul Salman, murió combatiendo a los italianos que invadieron el país en 1911 y su padre, Mohamed, más conocido con el nombre de guerra de Abu Minyar y fallecido en 1985 a una edad casi centenaria, sufrió años de cárcel antes de ganarse la vida como obrero industrial en Sirte. Su madre fue Aisha bint Niran, hija de un jeque local perteneciente a la tribu de los gadafa y de una mujer judía. En 1952, el niño entró en la escuela coránica de Sirte y cuatro años después pasó al liceo o escuela secundaria de Sebha, en la región interior de Fezzan.
La revolución egipcia de 1952 abanderada por el general Muhammad Naguib y el coronel Nasser, que produjo el derrocamiento de la monarquía probritánica del rey Faruq I e instauró la república nacionalista en el país vecino, impresionó vivamente al niño Gadafi, que apenas superada la década de vida se estrenó como propagandista del nasserismo en Libia. En fecha tan temprana como 1956, creó junto con otros adolescentes una célula revolucionaria que ambicionaba la caída del rey Idris I, puesto en el trono por los aliados occidentales en 1951 y visto con profunda antipatía por las nuevas generaciones de nacionalistas libios, a cuyos ojos no era más que un pelele feudal, incapaz de galvanizar la endeble identidad nacional libia. Propenso a la abulia y con problemas de salud, Idris lamentaba no haber podido dar un heredero de su directa descendencia al trono, siendo el primero en la línea de sucesión uno de sus sobrinos, el príncipe Hasan. Pese a la debilidad y el carácter arcaico de su sistema político, la subdesarrollada Libia vislumbraba un futuro de crecimiento y prosperidad gracias a su riqueza petrolera, descubierta en 1959 y comercializada a partir de 1963.
Gadafi sobresalió en sus estudios hasta que en 1961, fichado por la policía por sus actividades anarquistas, fue expulsado del liceo de Sebha, teniendo que concluir la formación secundaria en una escuela de Misrata, en la costa tripolitana. Consiguió matricularse en la Universidad de Bengasi y a la edad de 21 años se graduó en Leyes. Sin embargo, decidió no iniciar la carrera de abogado y a cambio, el mismo año 1963, ingresó en el Colegio Militar de Bengasi, donde encontró un terreno abonado para difundir sus ideas republicanas y de paso zafarse de la policía secreta del rey. A mediados de los años sesenta y siguiendo el ejemplo de su ídolo, Nasser, constituyó en la más estricta clandestinidad con otros compañeros de armas un denominado Movimiento de Oficiales Libres.

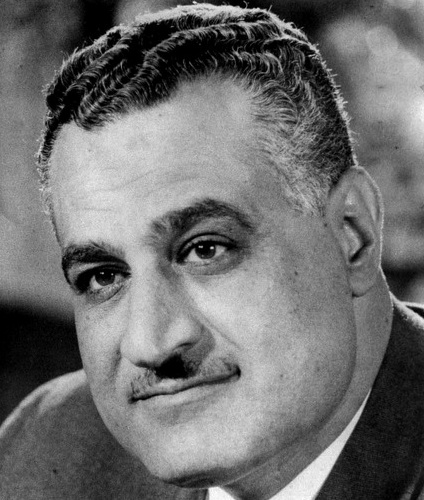
Gadafi admiraba la figura del presidente egipcio Nasser.

Su actividad subterránea no afectó en lo más mínimo a su carrera militar, que progresó rápida y lustrosamente, tratándose este de un espacio que era ciertamente fértil para la expansión de planteamientos nacionalistas y también, dada la extracción social de buena parte de la población castrense, a un enfoque socialista, por lo que cabe pensar que, aun desde la oposición y la clandestinidad, el nasserismo no encontró en el Ejército un contexto especialmente hostil. En 1965 recibió con los máximos honores el despacho de teniente y a continuación asistió a unos cursos de perfeccionamiento en el Reino Unido, concretamente en el Royal Armoured Corps Centre de Bovington (Dorset), la Academia de Beaconsfield (Buckinghamshire) y en la prestigiosa Royal Military Academy de Sandhurst (Berkshire), si bien esta institución niega hoy haber tenido entre sus alumnos al dirigente libio. Otras fuentes limitan su adiestramiento en el país europeo al British Army Staff College de Camberley (Surrey). En cualquier caso, lo cierto es que en 1966 se reincorporó al Ejército libio y que en agosto de 1969 ascendió a capitán del cuerpo de señaleros.

### República Árabe Libia

#### Golpe de Estado: 1969
El gobierno de Idris era cada vez más impopular a finales de la década de 1960; había exacerbado las tradicionales divisiones regionales y tribales de Libia al centralizar el sistema federal del país para aprovechar la riqueza petrolera del país. La corrupción y los sistemas de clientelismo arraigados estaban generalizados en la industria petrolera. El nacionalismo árabe fue cada vez más popular y las protestas estallaron tras la derrota de Egipto en 1967 en la guerra de los Seis Días con Israel. La administración de Idris fue vista como pro israelí debido a su alianza con las potencias occidentales. Estallaron disturbios antioccidentales en Trípoli y Bengasi, mientras que los trabajadores libios cerraron las terminales petroleras en solidaridad con Egipto.
A mediados de 1969, Idris viajó al extranjero para pasar el verano en Turquía y Grecia. Los «Oficiales Libres de Gadafi» vieron esto como su oportunidad de derrocar a la monarquía, iniciando la «Operación Jerusalén». El 1 de septiembre ocuparon aeropuertos, depósitos de policía, estaciones de radio y oficinas gubernamentales en Trípoli y Bengasi. Gadafi tomó el control del cuartel de Berka en Bengasi, mientras que Omar Meheisha ocupó el cuartel de Trípoli y Jalloud se apoderó de las baterías antiaéreas de la ciudad. Khweldi Hameidi fue enviado para arrestar al príncipe heredero Sayyid Hasan ar-Rida al-Mahdi as-Sanussi y obligarlo a renunciar a su derecho al trono. No encontraron ninguna resistencia seria y ejercieron poca violencia contra los monárquicos.
Una vez que Gadafi destituyó al gobierno monárquico, anunció la fundación de la República Árabe Libia. Dirigiéndose a la población por radio, proclamó el fin del régimen «reaccionario y corrupto», «cuyo hedor nos ha enfermado y horrorizado a todos». Debido a la naturaleza incruenta del golpe, inicialmente fue etiquetado como la «Revolución Blanca», aunque más tarde fue rebautizado como «Revolución de Septiembre» después de la fecha en que ocurrió. Gadafi insistió en que el golpe de Estado de los Oficiales Libres representó una revolución, que marcó el inicio de un cambio generalizado en la naturaleza socioeconómica y política de Libia. Proclamó que la revolución significaba «libertad, socialismo y unidad», y en los años siguientes implementó medidas para lograrlo.

#### Consolidación del liderazgo: 1969-1973

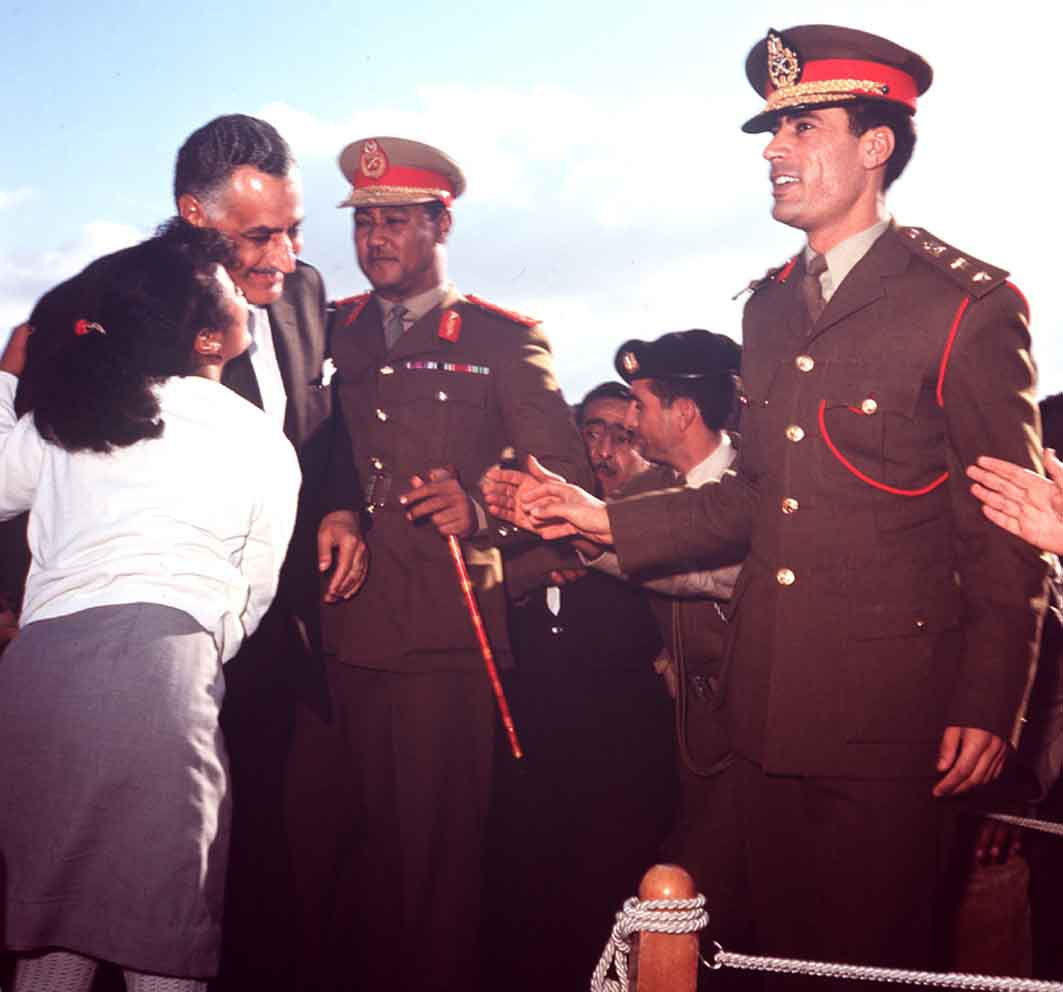
Muammar Gaddafi, como líder de la revolución libia, recibe al presidente de Egipto, Gamal Abdel Nasser, y a Gaafar Nimeiry, el líder de la revolución sudanesa, en el aeropuerto de Trípoli en 1969.

Los 12 miembros del comité central de los Oficiales Libres se autoproclamaron Consejo de Mando Revolucionario (CMR), el gobierno de la nueva república. El teniente Gadafi fue proclamado presidente del CMR y, por lo tanto, jefe de Estado de facto, y también se nombró a sí mismo al rango de coronel y se convirtió en comandante en jefe de las fuerzas armadas. Jalloud fue nombrado primer ministro, mientras que se fundó un Consejo de Ministros civil encabezado por Sulaiman Maghribi para implementar la política de la ICR. La capital administrativa de Libia se trasladó de al Baida a Trípoli.
Aunque teóricamente era un organismo colegiado que operaba mediante la construcción de consenso, Gadafi dominaba el CMR. Algunos de los otros miembros intentaron restringir lo que vieron como sus excesos. Gadafi siguió siendo la cara pública del gobierno, y las identidades de los otros miembros de la RCC no se revelaron públicamente hasta el 10 de enero de 1970. Todos eran hombres de entornos laborales y de clase media (típicamente rurales), ninguno tenía títulos universitarios; de esta manera eran distintos de los conservadores ricos y educados que anteriormente gobernaban el país.
Completado el golpe, el CMR siguió adelante con sus intenciones de consolidar el gobierno revolucionario y modernizar el país. Purgaron a los monárquicos y a los miembros del clan Senussi de Idris del mundo político y las fuerzas armadas de Libia; Gadafi creía que esta élite se oponía a la voluntad del pueblo libio y debía ser eliminada. Los «Tribunales Populares» se fundaron para juzgar a varios políticos y periodistas monárquicos, muchos de los cuales fueron encarcelados, aunque ninguno ejecutado. Idris fue condenado a ejecución in absentia.

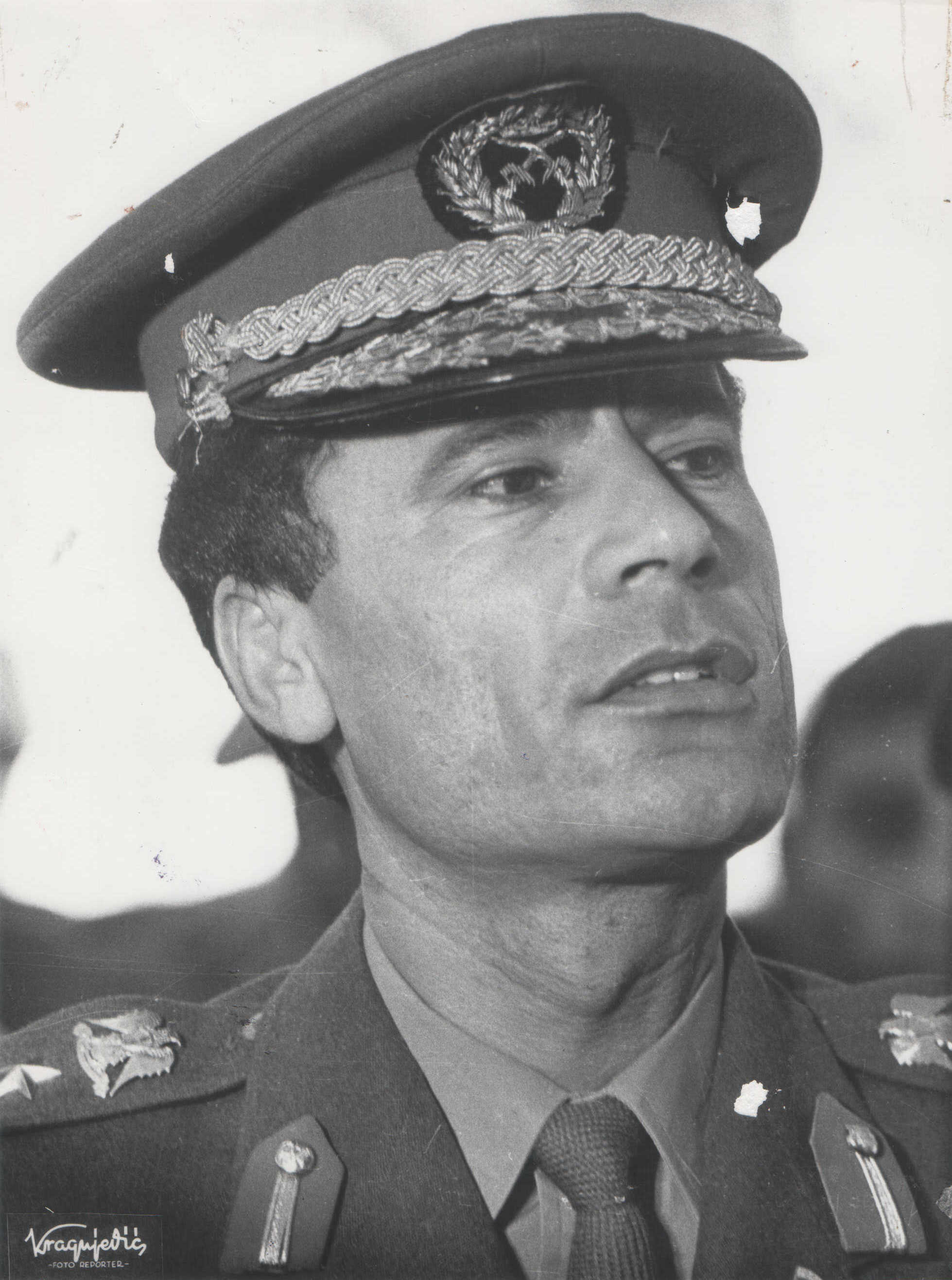
Retrato oficial de Gadafi en torno a 1970, cuando accedió al poder.

En mayo de 1970, se llevó a cabo el Seminario de Intelectuales Revolucionarios para alinear a los intelectuales con la revolución, mientras que la revisión y enmienda legislativa de ese año unieron los códigos de leyes seculares y religiosas, introduciendo la sharía o ley islámica en el sistema legal. Gobernando por decreto, el CMR mantuvo la prohibición de la monarquía sobre los partidos políticos, en mayo de 1970 prohibió los sindicatos y en 1972 prohibió las huelgas de trabajadores y suspendió los periódicos. En septiembre de 1971, Gadafi dimitió, alegando estar insatisfecho con el ritmo de la reforma, pero volvió a su cargo en un mes. En febrero de 1973, renunció nuevamente, regresando una vez más al mes siguiente.

#### Reforma económica y social

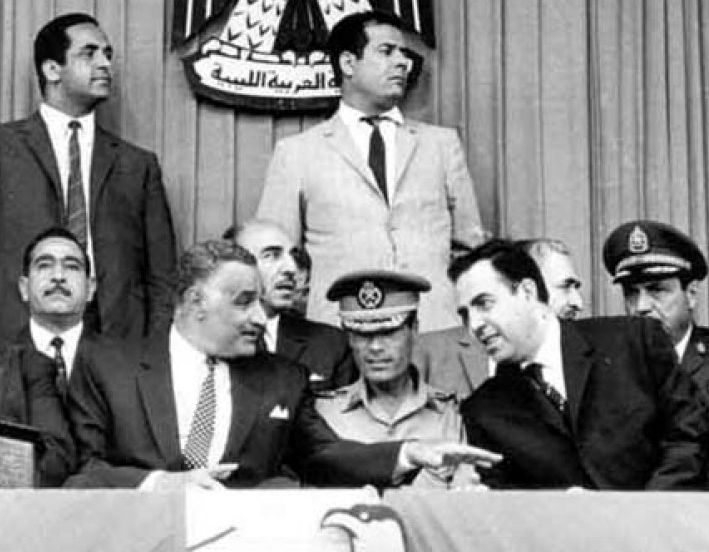
Gadafi con uniforme militar en el medio, rodeado por el presidente egipcio Gamal Abdel Nasser (izquierda) y el presidente sirio Nureddin al-Atassi (derecha) en una cumbre árabe en Libia en 1969, poco después de la Revolución de septiembre.

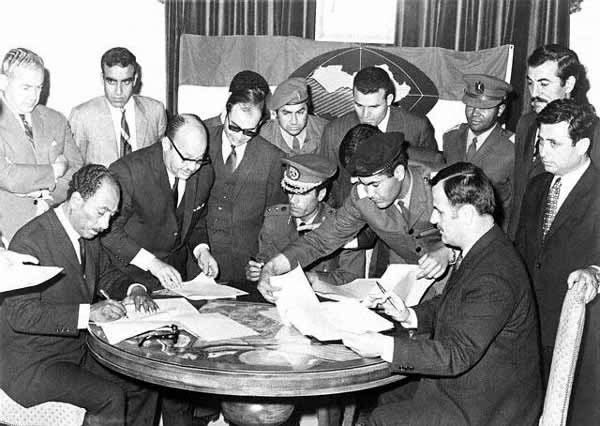
En 1971, Anwar Sadat de Egipto, Gadafi de Libia y Hafez al-Assad de Siria firmaron un acuerdo para formar una Unión federal de Repúblicas Árabes. El acuerdo nunca se materializó en una unión federal entre los tres estados árabes.

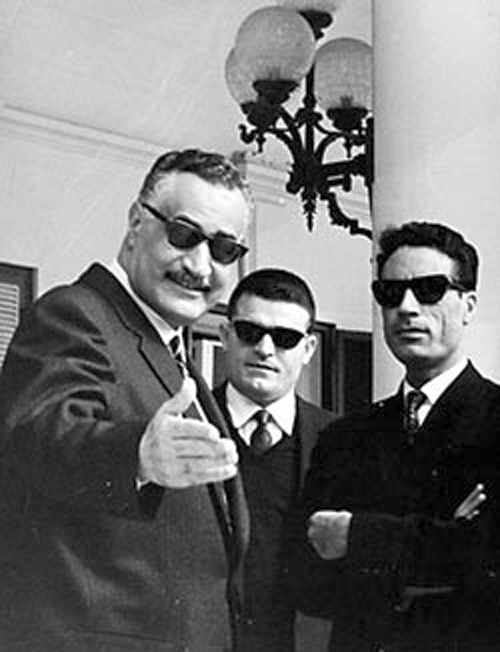
El presidente de Egipto, Nasser (izquierda), recibe a Muammar Gaddafi (derecha) y a un miembro del Consejo Revolucionario Libio.

La política económica inicial del CMR se caracterizó por tener una orientación capitalista de estado. Se establecieron numerosos planes para ayudar a los empresarios y desarrollar una burguesía libia. Con el fin de ampliar la superficie cultivable en Libia, en septiembre de 1969 el gobierno lanzó una «Revolución Verde» para aumentar la productividad agrícola de modo que Libia pudiera reducir su dependendencia de alimentos importados. La idea era lograr que Libia fuera autosuficiente en la producción de alimentos. Toda la tierra que había sido expropiada a los colonos italianos o que no estaba en uso fue recuperada y redistribuida. Se establecieron sistemas de riego a lo largo de la costa norte y alrededor de varios oasis interiores. Los costos de producción a menudo superaban el valor del producto y, por tanto, la producción agrícola libia seguía siendo deficitaria, dependiendo en gran medida de las subvenciones estatales.
Con el petróleo crudo como principal exportación del país, Gadafi trató de mejorar el sector petrolero de Libia. En octubre de 1969, proclamó que los términos comerciales actuales eran injustos, beneficiaban a las corporaciones extranjeras más que al estado libio, y amenazó con disminuir la producción. En diciembre, Jalloud aumentó con éxito el precio del petróleo libio. En 1970, otros estados de la OPEP siguieron su ejemplo, lo que provocó un aumento mundial del precio del petróleo crudo. El CMR siguió con el Acuerdo de Trípoli del 20 de marzo de 1971, en el que se aseguraron impuestos sobre la renta, pagos atrasados y mejores precios de las corporaciones petroleras; estas medidas aportaron a Libia unos ingresos adicionales estimados en 1000 millones de USD en su primer año.
Al aumentar el control estatal sobre el sector petrolero, el CMR inició un programa de nacionalización, comenzando con la expropiación de la participación de British Petroleum en British Petroleum-N.B. Hunt Sahir Field en diciembre de 1971. En septiembre de 1973, se anunció que todos los productores de petróleo extranjeros activos en Libia verían nacionalizada el 51 % de sus operaciones, incluida la participación de Nelson Bunker Hunt, hijo de HL Hunt, que había desempeñado un papel clave en el descubrimiento de petróleo. en Libia. Para Gadafi, este fue un paso esencial hacia el socialismo. Resultó un éxito económico; mientras que el producto interno bruto había sido de 3800 millones de dólares en 1969, había aumentado a 13.700 millones de dólares en 1974 y a 24.500 millones en 1979. A su vez, el nivel de vida de los libios mejoró durante la primera década de la administración de Gadafi, y en 1979 el ingreso per cápita promedio era de 8170 USD, frente a los 40 USD de 1951; esto estaba por encima de la media de algunos países industrializados como Italia y el Reino Unido. En 1969, el gobierno también declaró que todos los bancos de propiedad extranjera debían cerrar o convertirse en operaciones por acciones.
El CMR aplicó medidas de reforma social, adoptando la sharía o ley islámica como base. Se prohibió el consumo de alcohol, se clausuraron los clubes nocturnos y las iglesias cristianas, se fomentó la vestimenta tradicional libia y se decretó el árabe como único idioma permitido en las comunicaciones oficiales y en las señales de tráfico. El CMR duplicó el salario mínimo, introdujo controles de precios reglamentarios e implementó reducciones obligatorias de alquiler de entre el 30 y el 40 %. Gadafi también buscó combatir las estrictas restricciones sociales impuestas a las mujeres por el régimen anterior, estableciendo la Formación Revolucionaria de Mujeres para impulsar la reforma. En 1970 se promulgó una ley que afirmaba la igualdad de género e insistía en la paridad salarial. En 1971, Gadafi patrocinó la creación de una Federación General de Mujeres de Libia. En 1972, se aprobó una ley que penalizaba el matrimonio de mujeres menores de dieciséis años y garantizaba que el consentimiento de la mujer fuera un requisito previo necesario para contraer matrimonio. El régimen de Gadafi abrió una amplia gama de oportunidades educativas y laborales para las mujeres, aunque éstas beneficiaron principalmente a una minoría en las clases medias urbanas.
De 1969 a 1973, utilizó el dinero del petróleo para financiar programas de bienestar social, que llevaron a proyectos de construcción de viviendas y mejoraron la atención médica y la educación. La construcción de viviendas se convirtió en una prioridad social importante, diseñada para eliminar la falta de vivienda y reemplazar los barrios marginales creados por la creciente urbanización de Libia. También se amplió el sector de la salud; en 1978, Libia tenía un 50% más de hospitales que en 1968, mientras que el número de médicos había aumentado de 700 a más de 3000 en esa década. Se erradicó el paludismo y se redujeron considerablemente el tracoma y la tuberculosis. La educación obligatoria se amplió de 6 a 9 años, mientras que se introdujeron los programas de alfabetización de adultos y la educación universitaria gratuita. Se fundó la Universidad de Beida, mientras que la Universidad de Trípoli y la Universidad de Bengasi se ampliaron. Al hacerlo, el gobierno ayudó a integrar a los estratos más pobres de la sociedad libia en el sistema educativo. Mediante estas medidas, el CMR amplió considerablemente el sector público, proporcionando empleo a miles de personas. Estos primeros programas sociales resultaron populares en Libia. Esta popularidad se debió en parte al carisma personal de Gadafi, su juventud y su condición de desvalido como beduino, así como a su retórica que enfatizaba su papel como sucesor del luchador anti-italiano Omar Al-Mukhtar.
Para combatir las fuertes divisiones regionales y tribales del país, el CMR promovió la idea de una identidad pan-libia unificada. Al hacerlo, intentaron desacreditar a los líderes tribales como agentes del antiguo régimen, y en agosto de 1971 un tribunal militar de Sabha juzgó a algunos de ellos por actividades contrarrevolucionarias. Las fronteras administrativas de larga data se volvieron a trazar, cruzando las fronteras tribales, mientras que los reformistas pro-revolucionarios reemplazaron a los líderes tradicionales, pero las comunidades a las que servían a menudo los rechazaron. Al darse cuenta de los fracasos de los reformistas, Gadafi creó la Unión Árabe Socialista (UAS) en junio de 1971, un partido de vanguardia de movilización de masas del que era presidente. La ASU reconoció al CMR como su «Autoridad Líder Suprema» y fue diseñada para promover el entusiasmo revolucionario en todo el país. Siguió siendo muy burocrático aunque logró movilizar el apoyo de las masas de forma limitada.

#### Relaciones exteriores

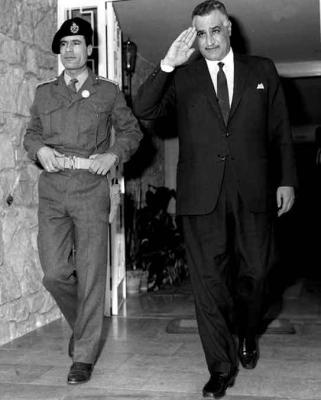
Gadafi con el presidente egipcio Nasser en 1969. Nasser describió en privado a Gadafi como «un buen chico, pero muy ingenuo».

La influencia del nacionalismo árabe de Nasser sobre el CMR se hizo evidente de inmediato. La administración fue reconocida instantáneamente por los regímenes nacionalistas árabes vecinos en Egipto, Siria, Irak y Sudán, y Egipto envió expertos para ayudar al CMR. Gadafi propuso ideas panárabes y proclamó la necesidad de un solo estado árabe que se extendiera por el norte de África y Oriente Medio. En diciembre de 1969, Libia firmó la Carta de Trípoli junto con Egipto y Sudán. Esto estableció el Frente Revolucionario Árabe, una unión pan-nacional diseñada como un primer paso hacia la eventual unificación política de las tres naciones. En 1970, Siria declaró su intención de unirse.
Nasser murió en septiembre de 1970, y Gadafi jugó un papel destacado en su funeral. Nasser fue sucedido por Anwar Sadat, quien sugirió que en lugar de crear un estado unitario, los estados árabes deberían crear una federación política, implementada en abril de 1971; al hacerlo, Egipto, Siria y Sudán recibieron subvenciones de dinero del petróleo libio. En febrero de 1972, Gadafi y Sadat firmaron una carta no oficial de fusión, pero nunca se implementó porque las relaciones se rompieron al año siguiente. Sadat se volvió cada vez más cauteloso con la dirección radical de Libia, y la fecha límite de septiembre de 1973 para implementar la Federación pasó sin que se tomaran medidas.
Después del golpe de 1969, los representantes de las Cuatro Potencias —Francia, el Reino Unido, los Estados Unidos y la Unión Soviética— fueron llamados a reunirse con los representantes del CMR. El Reino Unido y los Estados Unidos rápidamente extendieron el reconocimiento diplomático, esperando asegurar la posición de sus bases militares en Libia y temiendo una mayor inestabilidad. Con la esperanza de congraciarse con Gadafi, en 1970 Estados Unidos le informó de al menos un contragolpe planeado. Tales intentos de formar una relación de trabajo con el CMR fracasaron; Gadafi estaba decidido a reafirmar la soberanía nacional y eliminar lo que describió como influencias coloniales e imperialistas extranjeras. Su administración insistió en que EE. UU. y el Reino Unido retiraran sus bases militares de Libia, y Gadafi proclamó que «las fuerzas armadas que se levantaron para expresar la revolución popular no tolerarán vivir en sus chozas mientras existan las bases del imperialismo en territorio libio». Los británicos se marcharon en marzo y los estadounidenses en junio de 1970.
Moviéndose para reducir la influencia italiana, en octubre de 1970 se expropiaron todos los activos de propiedad italiana, y la comunidad italiana de 12 000 miembros fue expulsada de Libia junto con la comunidad más pequeña de judíos libios. La fecha se convirtió en un feriado nacional conocido como «Día de la Venganza». Italia se quejó de que esto contravenía el Tratado ítalo-libio de 1956, aunque no se impusieron sanciones de la ONU. Con el objetivo de reducir el poder de la OTAN en el Mediterráneo, en 1971 Libia solicitó que Malta dejara de permitir que la OTAN usara su tierra para una base militar, ofreciendo a su vez ayuda exterior a Malta. Con un compromiso, el gobierno de Malta continuó permitiendo que la OTAN usara la isla, pero solo con la condición de que la OTAN no la usara para lanzar ataques en territorio árabe. Durante la década siguiente, el gobierno de Gadafi desarrolló vínculos políticos y económicos más fuertes con la administración maltesa de Dom Mintoff, y bajo la insistencia de Libia, Malta no renovó las bases aéreas del Reino Unido en la isla en 1980. Orquestando una preparación militar, el CMR comenzó a comprar armas de Francia y la Unión Soviética. La relación comercial con este último llevó a una relación cada vez más tensa con los EE. UU., Que luego se involucró en la Guerra Fría con los soviéticos.
Gadafi fue especialmente crítico con Estados Unidos debido a su apoyo a Israel, y se puso del lado de los palestinos en el conflicto palestino-israelí, considerando la creación del Estado de Israel en 1948 como una ocupación colonial occidental impuesta al mundo árabe. Creía que la violencia palestina contra objetivos israelíes y occidentales era la respuesta justificada de un pueblo oprimido que luchaba contra la colonización de su tierra natal. Pidiendo a los estados árabes que libren una «guerra continua» contra Israel, en 1970 inició un Fondo Jihad para financiar a militantes antiisraelíes. En junio de 1972, Gadafi creó el Primer Centro de Voluntarios Nasserite para entrenar guerrilleros antiisraelíes.
Al igual que Nasser, Gadafi favoreció al presidente palestino Yasir Arafat y su grupo, Fatah, sobre los grupos palestinos más militantes y marxistas. Sin embargo, a medida que pasaban los años, la relación de Gadafi con Arafat se volvió tensa. Gadafi lo consideró demasiado moderado y pidió una acción más violenta. Además financió la Organización Septiembre Negro, cuyos miembros perpetraron la masacre de Múnich en 1972 e hicieron que los cuerpos de los militantes muertos fueran trasladados a Libia para el funeral de un héroe.
Gadafi apoyó financieramente a otros grupos militantes en todo el mundo, incluido el Partido Pantera Negra, la Nación del Islam, Los Tupamaros, el Movimiento 19 de Abril y el Frente Sandinista de Liberación Nacional en Nicaragua, el Congreso Nacional Africano (ANC), entre otros movimientos de liberación en la lucha contra el apartheid en Sudáfrica, el Ejército Republicano Irlandés Provisional, ETA, Action directe, las Brigadas Rojas y la Facción del Ejército Rojo en Europa, y el Ejército Secreto Armenio, el Ejército Rojo Japonés, el Movimiento Aceh Libre y el Frente Moro de Liberación en el Filipinas. Gadafi fue indiscriminado en las causas que financió, a veces pasando de apoyar a un lado en un conflicto al otro, como en la Guerra de independencia de Eritrea. A lo largo de la década de 1970, estos grupos recibieron apoyo financiero de Libia, que llegó a ser considerada líder en la lucha del Tercer Mundo contra el colonialismo y el neocolonialismo. Aunque muchos de estos grupos fueron etiquetados como «terroristas» por los críticos de sus actividades, Gadafi rechazó esta caracterización y, en cambio, los consideró revolucionarios comprometidos en luchas de liberación.

### «Revolución popular»: 1973-1977

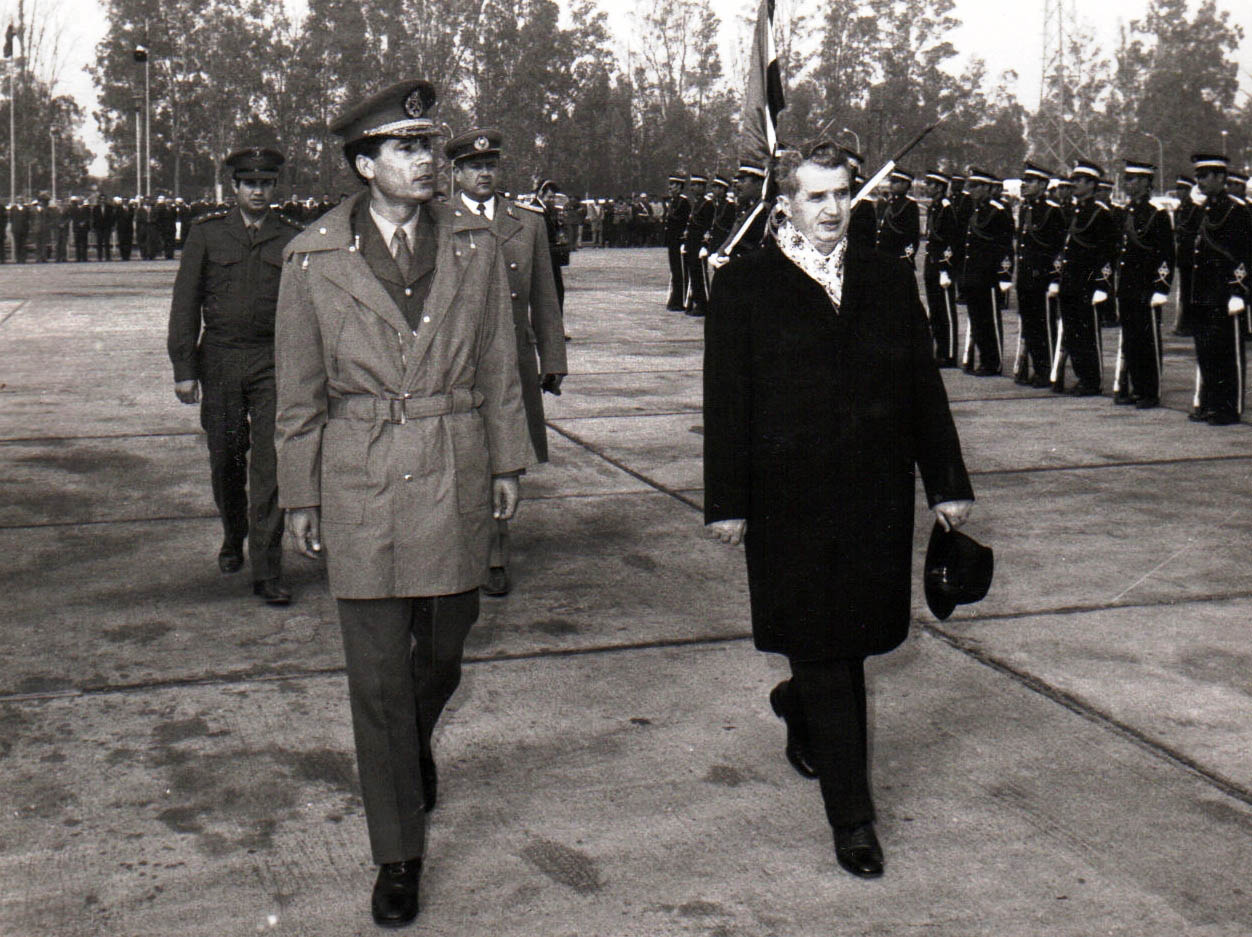
Gadafi con el mandatario comunista rumano Nicolae Ceausescu en Bucarest, Rumania 1974.

El 16 de abril de 1973, Gadafi proclamó el inicio de una «Revolución Popular» en un discurso en Zuara. El movimiento comenzó con un plan de cinco puntos, el primero de los cuales disolvió todas las leyes existentes, para ser reemplazadas por promulgaciones revolucionarias. El segundo punto proclamó que todos los opositores a la revolución debían ser eliminados, mientras que el tercero inició una revolución administrativa que, según Gadafi, eliminaría todo rastro de burocracia y burguesía. El cuarto punto anunció que la población debería formar Comités Populares y estar armada para defender la revolución, mientras que el quinto proclamó el inicio de una revolución cultural para liberar a Libia de las influencias extranjeras «venenosas». Dicho proceso, tuvo similitudes con la Revolución Cultural China.
Como parte de esta Revolución Popular, Gadafi invitó a los libios a fundar Comités Generales del Pueblo como conductos para aumentar la conciencia política. Aunque ofreció poca orientación sobre cómo establecer estos consejos, Gadafi afirmó que ofrecerían una forma de participación política directa que era más democrática que un sistema representativo tradicional basado en partidos. Esperaba que los consejos movilizaran a la gente detrás del CMR, erosionaran el poder de los líderes tradicionales y la burocracia y permitieran un nuevo sistema legal elegido por el pueblo. Algunos de estos comités se establecieron en escuelas y universidades, donde eran responsables de examinar al personal, los cursos y los libros de texto para determinar si eran compatibles con la ideología revolucionaria del país.
Los Comités Populares llevaron a un alto porcentaje de participación pública en la toma de decisiones, dentro de los límites permitidos por el CMR, pero exacerbaron las divisiones y tensiones tribales. También sirvieron como un sistema de vigilancia, ayudando a los servicios de seguridad a localizar a personas con opiniones críticas, lo que condujo al arresto de baazistas, marxistas e islamistas. Operando en una estructura piramidal que impedía la materialización efectiva del grueso de la lógica discursiva de corte horizontal de la participación directa, la base de estos Comités eran grupos de trabajo locales, que enviaban representantes electos al nivel distrital y de allí al nivel nacional, divididos entre el Congreso General del Pueblo y el Comité General del Pueblo. Por encima de estos permanecieron Gadafi y el CMR, que seguían siendo responsables de todas las decisiones importantes. Al cruzar las identidades regionales y tribales, el sistema de comités ayudó a la integración y centralización nacional y reforzó el control de Gadafi sobre el aparato estatal y administrativo.

#### Tercera teoría universal y el libro verde
En junio de 1973, Gadafi creó una ideología política como base para la Revolución Popular: la Tercera Teoría Internacional. Este enfoque consideraba tanto a Estados Unidos como a la Unión Soviética como imperialistas y, por tanto, rechazaba el capitalismo occidental y el ateísmo marxista-leninista. En este sentido, era similar a la Teoría de los Tres Mundos desarrollada por el mandatario chino, Mao Zedong. Como parte de esta teoría, Gadafi elogió el nacionalismo como una fuerza progresista y abogó por la creación de un estado panárabe que conduciría al islam y al Tercer Mundo contra el imperialismo. Gadafi consideró que el islam tenía un papel clave en esta ideología, pidiendo un renacimiento islámico que regresara a los orígenes del Corán, rechazando las interpretaciones académicas y el Hadiz; al hacerlo, incomodó a algunos clérigos libios. Durante 1973 y 1974, su gobierno profundizó la dependencia legal de la ley islámica, por ejemplo, al introducir la flagelación como castigo para los condenados por adulterio o actividad homosexual.
Gadafi resumió la Tercera Teoría Internacional en tres volúmenes publicados entre 1975 y 1979, conocidos colectivamente como El Libro Verde. El volumen uno se dedicó al tema de la democracia, destacando las fallas de los sistemas representativos a favor de las CGP directas y participativas. El segundo abordó las creencias de Gadafi sobre el socialismo, mientras que el tercero exploró cuestiones sociales relacionadas con la familia y la tribu. Mientras que los dos primeros volúmenes abogaban por una reforma radical, el tercero adoptó una postura socialmente conservadora, proclamando que, si bien los hombres y las mujeres eran iguales, estaban diseñados biológicamente para diferentes papeles en la vida. Durante los años que siguieron, los gadafistas adoptaron lemas del Libro Verde, como «la representación es fraude». Mientras tanto, en septiembre de 1975, Gadafi implementó nuevas medidas para aumentar la movilización popular, introduciendo objetivos para mejorar la relación entre los Consejos y la ASU.
En 1975, el gobierno de Gadafi declaró un monopolio estatal del comercio exterior. Sus reformas cada vez más radicales, junto con la gran cantidad de ingresos petroleros que se gastaban en causas extranjeras, generaron descontento en Libia, particularmente entre la clase mercantil del país. En 1974, Libia sufrió su primer ataque civil contra el gobierno de Gadafi cuando un edificio del ejército de Bengasi fue bombardeado. Gran parte de la oposición se centró en Omar Mehishi. Con su colega Bashir Saghir al-Hawaadi, comenzó a planear un golpe de Estado contra Gadafi. En 1975, su plan fue descubierto y la pareja huyó al exilio, recibiendo asilo del Egipto de Sadat. Posteriormente, sólo quedaron cinco miembros del CMR, y el poder se concentró aún más en manos de Gadafi. Esto llevó a la abolición oficial del CMR en marzo de 1977.
En septiembre de 1975, Gadafi purgó el ejército, arrestó a unos 200 altos mandos y en octubre fundó la Oficina clandestina de Seguridad de la Revolución. En abril de 1976, instó a sus seguidores en las universidades a establecer «consejos estudiantiles revolucionarios» y expulsar a los «elementos reaccionarios». Durante ese año, estallaron manifestaciones estudiantiles anti-Gadafistas en las universidades de Trípoli y Bengasi, que resultaron en enfrentamientos con estudiantes y policías gadafistas. El CMR respondió con detenciones masivas e introdujo el servicio nacional obligatorio para los jóvenes. En enero de 1977, dos estudiantes disidentes y varios oficiales del ejército fueron ahorcados públicamente; Amnistía Internacional lo condenó como la primera vez en la Libia gadafista que se ejecuta a disidentes por delitos puramente políticos. También surgió la disensión de los clérigos conservadores y de los Hermanos Musulmanes, que acusaron a Gadafi de avanzar hacia el marxismo y criticaron su abolición de la propiedad privada por estar en contra de la Sunna islámica; estas fuerzas fueron luego perseguidas por ser antirrevolucionarias, mientras que todos los colegios y universidades islámicos de propiedad privada fueron cerrados.

#### Relaciones exteriores
Tras el ascenso de Anwar Sadat a la presidencia egipcia, las relaciones de Libia con Egipto se deterioraron. En los años siguientes, los dos entraron en un estado de guerra fría. Sadat estaba preocupado por la imprevisibilidad y la insistencia de Gadafi en que Egipto requería una revolución cultural similar a la que se estaba llevando a cabo en Libia. En febrero de 1973, las fuerzas israelíes derribaron el Vuelo 114 de Libyan Arab Airlines, que se había desviado del espacio aéreo egipcio hacia territorio controlado por Israel durante una tormenta de arena. Gadafi estaba furioso porque Egipto no había hecho más para prevenir el incidente y, en represalia, planeaba destruir el RMS Queen Elizabeth 2, un barco británico fletado por judíos estadounidenses para navegar a Haifa para el 25 aniversario de Israel. Gadafi ordenó a un submarino egipcio que apuntara al barco, pero Sadat canceló la orden por temor a una escalada militar.
Gadafi manifestó su desacuerdo cuando Egipto y Siria planearon la guerra de Yom Kipur contra Israel sin consultarlo y se enfureció cuando Egipto cedió a las conversaciones de paz en lugar de continuar la guerra. Gadafi se volvió abiertamente hostil al presidente de Egipto y pidió el derrocamiento de Sadat. Cuando el presidente sudanés Yaafar al-Numeiry se puso del lado de Sadat, Gadafi también se pronunció contra él, alentando el intento del Ejército de Liberación del Pueblo de Sudán de derrocar a Numeiry. Las relaciones con Siria también se deterioraron por los acontecimientos de la guerra civil libanesa. Inicialmente, tanto Libia como Siria habían contribuido con tropas a la fuerza de mantenimiento de la paz de la Liga Árabe, aunque después de que el ejército sirio atacara al Movimiento Nacional Libanés, Gadafi acusó abiertamente al presidente sirio Hafez al-Assad de «traición nacional»; fue el único presidente árabe que criticó las acciones de Siria. A finales de 1972 y principios de 1973, Libia invadió Chad para anexar la Franja de Auzú, rica en uranio.
Con la intención de propagar el islam, en 1973 Gadafi fundó la Sociedad de Llamadas Islámicas, que había abierto 132 centros en África en una década. En 1973 convirtió al presidente de Gabón, Omar Bongo, acción que repitió tres años después con Jean-Bédel Bokassa, presidente de la República Centroafricana. Entre 1973 y 1979, Libia proporcionó 500 millones de USD en ayuda a países africanos, concretamente a Zaire y Uganda, y fundó empresas conjuntas en todos los países para ayudar al comercio y el desarrollo. Gadafi también estaba interesado en reducir la influencia israelí en África, utilizando incentivos financieros para convencer con éxito a ocho estados africanos de romper relaciones diplomáticas con Israel en 1973. También se estableció una fuerte relación entre la Libia de Gadafi y el gobierno paquistaní del primer ministro Zulfikar Ali Bhutto, con los dos países intercambiando investigación nuclear y asistencia militar; esta relación terminó después de que Bhutto fuera depuesto por Muhammad Zia-ul-Haq en 1977.
Gadafi trató de desarrollar vínculos más estrechos en el Magreb; en enero de 1974, Libia y Túnez anunciaron una unión política, la República Árabe Islámica. Aunque fue defendida por Gadafi y el presidente tunecino Habib Bourguiba, la medida fue profundamente impopular en Túnez y pronto fue abandonada. En represalia, Gadafi patrocinó a militantes antigubernamentales en Túnez en la década de 1980. Volviendo su atención a Argelia, en 1975 Libia firmó la alianza defensiva Hassi Messaoud para contrarrestar el expansionismo marroquí. Financió también al Frente Polisario del en la guerra del Sahara Occidental contra Marruecos. Buscando diversificar la economía de Libia, el gobierno de Gadafi comenzó a comprar acciones en las principales corporaciones europeas como Fiat, así como a comprar bienes raíces en Malta e Italia, que se convertirían en una valiosa fuente de ingresos durante la caída de los precios del petróleo en los años 1980.

### Gran Yamahiriya Árabe Libia Popular Socialista

Bandera de Libia (1977-2011).

#### Fundación: 1977
El 2 de marzo de 1977, el Congreso General del Pueblo adoptó la «Declaración del establecimiento de la autoridad popular» a instancias de Gadafi. Al disolverse la República Árabe Libia, fue reemplazada por la Gran Yamahiriya Árabe Libia Popular Socialista de las masas, conceptualizada por Gadafi. Se adoptó una nueva bandera totalmente verde como emblema del país. Oficialmente, la Yamahiriya era una democracia directa en la que el pueblo se gobernaba a sí mismo a través de los 187 Congresos Básicos del Pueblo (CBP), donde todos los libios adultos participaban y votaban sobre las decisiones nacionales. Estos enviaban anualmente miembros al Congreso General del Pueblo, que se transmitía en vivo por televisión. En principio, los Congresos Populares eran la máxima autoridad de Libia, y las decisiones importantes propuestas por funcionarios gubernamentales o por el propio Gadafi requerían el consentimiento de los Congresos Populares. Gadafi se convirtió en Secretario General del CBP, aunque renunció a este cargo a principios de 1979 y se nombró a sí mismo «Líder de la Revolución».
Aunque todo el control político recayó oficialmente en los Congresos del Pueblo, en realidad el mando político existente en Libia siguió ejerciendo distintos grados de poder e influencia. El debate siguió siendo limitado y las decisiones importantes en materia de economía y defensa se evitaron o se abordaron de manera superficial; la CBP siguió siendo en gran medida «un sello de goma» de las políticas de Gadafi. En raras ocasiones, el CBP se opuso a las sugerencias de Gadafi, a veces con éxito; en particular, cuando Gadafi pidió la abolición de las escuelas primarias, creyendo que la educación en el hogar era más saludable para los niños, el CBP rechazó la idea. En otros casos, Gadafi impulsó leyes sin el apoyo del CBP, como cuando deseaba permitir que las mujeres ingresaran a las fuerzas armadas. En otras ocasiones, ordenó elecciones anticipadas cuando parecía que el CBP promulgaría leyes a las que se oponía. Gadafi proclamó que los Congresos Populares cubrían todas las necesidades políticas de Libia, haciendo innecesarias otras organizaciones políticas; todos los grupos no autorizados, incluidos los partidos políticos, las asociaciones profesionales, los sindicatos independientes y los grupos de mujeres, fueron prohibidos. A pesar de estas restricciones, St. John señaló que el sistema Jamhariyah todavía «introducía un nivel de representación y participación hasta ahora desconocido en Libia».
Con las instituciones legales anteriores abolidas, Gadafi imaginó que la Yamahiriya seguiría al Corán para la orientación legal, adoptando la ley islámica; proclamó las leyes «hechas por el hombre» antinaturales y dictatoriales, sólo permitiendo la ley de Alá. Al cabo de un año dio marcha atrás y anunció que la sharia era inapropiada para la Yamahiriya porque garantizaba la protección de la propiedad privada, contraviniendo el socialismo del Libro Verde. Su énfasis en colocar su propio trabajo a la par con el Corán, aumentó la oposición los clérigos conservadores a su régimen. En julio de 1977, estalló una guerra fronteriza con Egipto, en la que los egipcios derrotaron a Libia a pesar de su inferioridad tecnológica. El conflicto duró una semana antes de que ambas partes acordaran firmar un tratado de paz que fue negociado por varios estados árabes. Tanto Egipto como Sudán se habían alineado con Estados Unidos, y esto empujó a Libia a una alineación estratégica, aunque no política, con la Unión Soviética. En reconocimiento de la creciente relación comercial entre Libia y los soviéticos, Gadafi fue invitado a visitar Moscú en diciembre de 1976; allí, entabló conversaciones con Leonid Brézhnev. En agosto de 1977 visitó Yugoslavia, donde conoció a su homólogo Josip Broz Tito, con quien mantuvo una relación mucho más cálida.

### Comités revolucionarios y promoción del socialismo: 1978-1980
En diciembre de 1978, Gadafi dimitió como secretario general del CBP, anunciando su nuevo enfoque en actividades revolucionarias más que gubernamentales; esto fue parte de su nuevo énfasis en separar el aparato de la revolución del gobierno. Aunque ya no ocupaba un cargo gubernamental formal, adoptó el título de «Líder de la Revolución» y continuó como comandante en jefe de las fuerzas armadas. El historiador Dirk Vandewalle declaró que a pesar de las afirmaciones de la Jamahariya de ser una democracia directa, Libia seguía siendo «un sistema político excluyente cuyo proceso de toma de decisiones» estaba «restringido a un pequeño grupo de asesores y confidentes» que rodeaban a Gadafi.
Libia comenzó a volverse hacia el socialismo. En marzo de 1978, el gobierno emitió directrices para la redistribución de la vivienda, intentando garantizar que cada libio adulto fuera dueño de su propia casa. A la mayoría de las familias se les prohibió poseer más de una casa, mientras que las antiguas propiedades de alquiler fueron expropiadas por el estado y vendidas a los inquilinos a un precio muy subvencionado. En septiembre, Gadafi hizo un llamado a los Comités Populares para eliminar la «burocracia del sector público» y la «dictadura del sector privado»; los Comités Populares tomaron el control de varios cientos de empresas, convirtiéndolas en cooperativas de trabajadores dirigidas por representantes electos.
El 2 de marzo de 1979, el CBP anunció la separación del gobierno y la revolución, esta última representada por los nuevos Comités Revolucionarios, que actuaban en conjunto con los Comités Populares en las escuelas, universidades, sindicatos, la policía y el ejército. Dominado por fanáticos revolucionarios, los Comités Revolucionarios fueron dirigidos por Mohammad Maghgoub y una Oficina Central de Coordinación con sede en Trípoli y se reunieron anualmente con Gadafi. La membresía de los Comités Revolucionarios provino de los CBP. Según Bearman, el sistema de comités revolucionarios se convirtió en «un mecanismo clave, si no el principal, a través del cual [Gadafi] ejerce el control político en Libia». Al publicar un semanario La Marcha Verde (al-Zahf al-Akhdar), en octubre de 1980 tomaron el control de la prensa. Responsables de perpetuar el fervor revolucionario, realizaron una vigilancia ideológica, asumiendo luego un importante papel de seguridad, realizando detenciones y procesando a las personas según la «ley de la revolución» (qanun al-thawra). Sin código legal ni salvaguardias, la administración de la justicia revolucionaria fue en gran medida arbitraria y resultó en abusos generalizados y la supresión de las libertades civiles: el «Terror Verde».
Entre 1979 y 1981, los comités dasarrollaron la redistribución de tierras en la llanura de Jefara. En mayo de 1980, se promulgaron medidas para redistribuir e igualar la riqueza; cualquiera que tuviera más de 1000 dinares en su cuenta bancaria vio que se le expropió el dinero extra. Al año siguiente, el CBP anunció que el gobierno tomaría el control de todas las funciones de importación, exportación y distribución, y los supermercados estatales reemplazarían a las empresas privadas; esto condujo a una disminución en la disponibilidad de bienes de consumo y al desarrollo de un próspero mercado negro. Gadafi también se sintió frustrado por la lentitud de la reforma social en cuestiones de la mujer, y en 1979 lanzó una Formación Revolucionaria de Mujeres para reemplazar a la Federación Libia General de Mujeres, más gradualista. En 1978 había establecido una Academia Militar de Mujeres en Trípoli, alentando a todas las mujeres a alistarse para la formación. La medida fue muy controvertida, y el CBP la rechazó en febrero de 1983. Gadafi se mantuvo firme, y cuando el CBP volvió a rechazarla en marzo de 1984, se negó a acatar la decisión, declarando que «quien se opone a la formación y la emancipación de la mujer es un agente del imperialismo, le guste o no».
La dirección radical de la Yamahiriya le ganó al gobierno numerosos enemigos. La mayor parte de la oposición interna provino de fundamentalistas islámicos, que se inspiraron en los acontecimientos de la revolución iraní de 1979. En febrero de 1978, Gadafi descubrió que su jefe de inteligencia militar estaba conspirando para matarlo y comenzó a confiar cada vez más la seguridad a su tribu: los Gadafa. Muchos de los que habían visto confiscados su patrimonio y sus propiedades se volvieron contra la administración, y varios grupos de oposición financiados por Occidente fueron fundados por exiliados. El más destacado fue el Frente Nacional para la Salvación Libia (FNSL), fundado en 1981 por Mohamed Yousef al-Magariaf, que orquestó ataques militantes contra el gobierno de Libia. Otro, al-Borkan, comenzó a matar a diplomáticos libios en el extranjero. Siguiendo la orden de Gadafi de matar a estos «perros callejeros», bajo la dirección del coronel Younis Bilgasim, los Comités Revolucionarios establecieron ramas en el extranjero para reprimir la actividad contrarrevolucionaria, asesinando a varios disidentes. Aunque las naciones cercanas como Siria e Israel también emplearon escuadrones de asalto, Gadafi fue inusual al jactarse públicamente sobre el uso de ellos por parte de su administración; en 1980, ordenó a todos los disidentes que regresaran a sus hogares o serían «liquidados dondequiera que estén». En 1979 también creó la Legión Islámica, a través de la cual varios miles de africanos fueron entrenados en tácticas militares.
Libia había tratado de mejorar las relaciones con Estados Unidos bajo la presidencia de Jimmy Carter, por ejemplo cortejando a su hermano, el empresario Billy Carter, pero en 1979 Estados Unidos colocó a Libia en su lista de «Estados patrocinadores del terrorismo». Las relaciones se dañaron aún más a finales de año cuando una manifestación incendió la embajada de Estados Unidos en Trípoli en solidaridad con los autores de la crisis de los rehenes en Irán. Al año siguiente, los combatientes libios comenzaron a interceptar aviones de combate estadounidenses que volaban sobre el Mediterráneo, lo que indica el colapso de las relaciones entre los dos países. Fuentes importantes de los medios italianos han alegado que el vuelo 870 de Aerolinee Itavia fue derribado durante un dogfight que involucró a combatientes de las Fuerzas Aéreas de Libia, Estados Unidos, Francia e Italia en un intento de asesinato por parte de miembros de la OTAN de un importante político libio, tal vez incluso Gadafi, que volaba esa noche en el mismo espacio aéreo. Las relaciones libias con el Líbano y las comunidades chiitas de todo el mundo también se deterioraron debido a la desaparición del imán Musa Sadr en agosto de 1978 cuando visitaba Libia; los libaneses acusaron a Gadafi de haberlo matado o encarcelado, acusación que él negó. Las relaciones con Siria mejoraron, ya que Gadafi y el presidente sirio Háfez al-Ásad compartieron enemistad con Israel y Sadat de Egipto. En 1980, propusieron una unión política, con Libia prometiendo saldar la deuda de Siria de mil millones de libras con la Unión Soviética; aunque las presiones llevaron a al-Ásad a retirarse, siguieron siendo aliados. Otro aliado clave fue Uganda, y en 1979, Gadafi envió 2500 soldados a Uganda para defender el régimen del presidente Idi Amin de los invasores tanzanos. La misión falló; 400 libios murieron y se vieron obligados a retirarse. Gadafi más tarde llegó a lamentar su alianza con Amin, y lo criticó abiertamente como «fascista» y «fanfarrón».

### Conflicto con Estados Unidos y sus aliados: 1981-1986

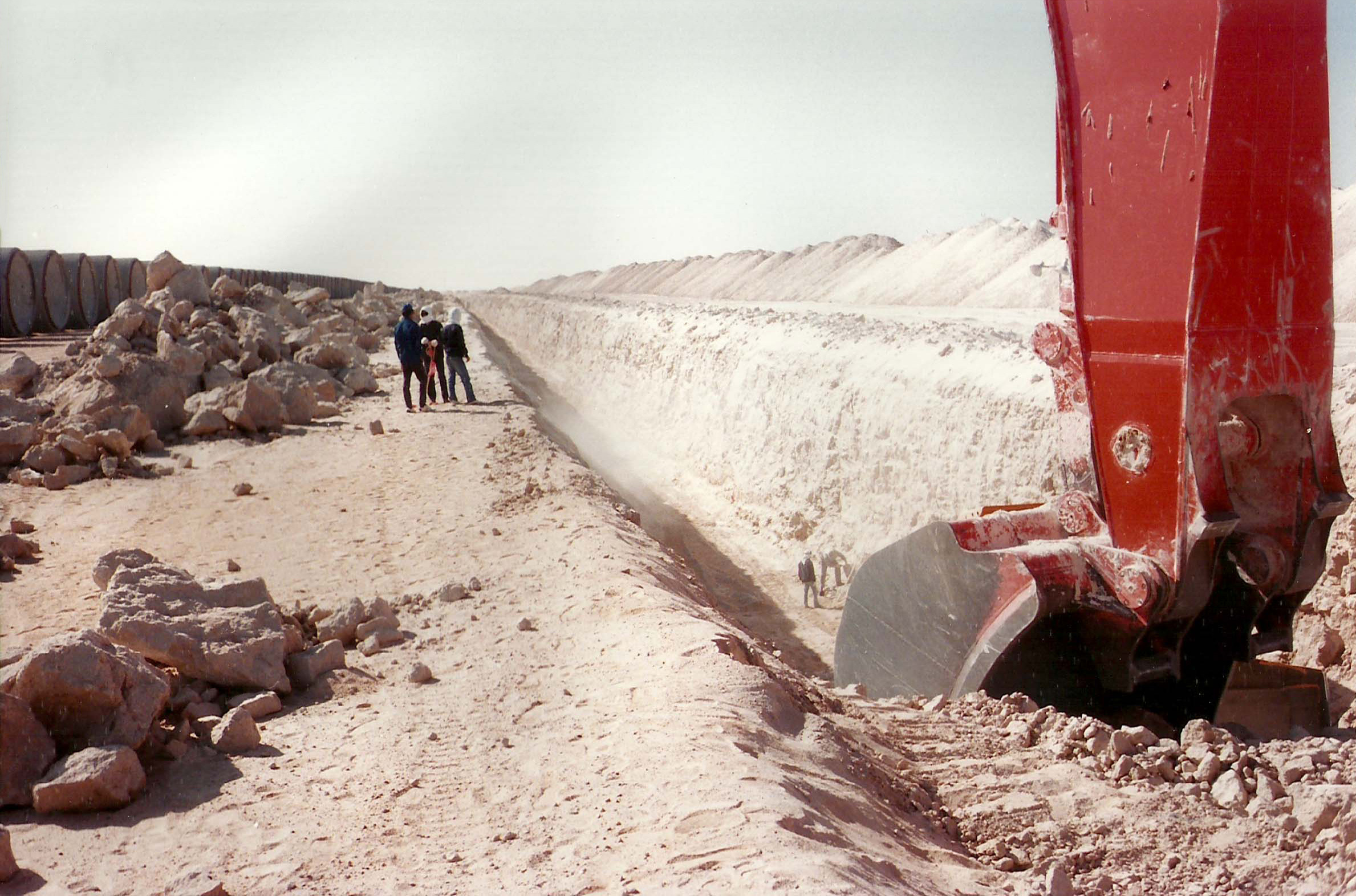
Excavación de zanjas en los años 80 para el proyecto Gran Río Artificial.

A principios y mediados de la década de 1980 se produjeron problemas económicos en Libia; de 1982 a 1986, los ingresos petroleros anuales del país se redujeron de 21.000 millones de USD a 5400 millones de USD. Centrándose en los proyectos de irrigación, en 1983 se inició la construcción del proyecto de infraestructura más grande y costoso de Libia, el Gran Río Artificial; aunque se diseñó para estar terminado a finales de la década, quedó incompleto a principios del siglo XXI. El gasto militar aumentó, mientras que se recortaron otros presupuestos administrativos. La deuda externa de Libia aumentó, y se introdujeron medidas de austeridad para promover la autosuficiencia; en agosto de 1985 hubo una deportación masiva de trabajadores extranjeros, la mayoría de ellos egipcios y tunecinos. Las amenazas internas continuaron asolando a Gadafi; en mayo de 1984, su casa de Bab al-Azizia fue atacada sin éxito por una milicia, vinculada al NFSL o a los Hermanos Musulmanes, y como consecuencia de ello, 5000 disidentes fueron arrestados.
Libia había apoyado durante mucho tiempo al Frente Nacional para la Liberación del Chad (FROLINAT) y, en diciembre de 1980, volvió a invadir Chad a petición del gobierno Gobierno de Transición de Unidad Nacional (GTUN) controlado por FROLINAT para ayudar en la guerra civil; en enero de 1981, Gadafi sugirió una fusión política. La Organización para la Unidad Africana (OUA) rechazó esto y pidió una retirada de Libia, que se produjo en noviembre de 1981. La guerra civil se reanudó, por lo que Libia envió tropas de regreso, chocando con las fuerzas francesas que apoyaban a las del sur de Chad. Algunas naciones africanas estaban cansadas de la injerencia de Libia en sus asuntos; para 1980, nueve estados africanos habían roto relaciones diplomáticas con Libia, mientras que en 1982 la OUA canceló su conferencia programada en Trípoli para evitar que Gadafi ganara la presidencia. Sin embargo, algunos estados africanos, como el de Jerry Rawlings en Ghana y el de Thomas Sankara en Burkina Faso, mantuvieron estrechas relaciones con Libia durante los años ochenta. Al proponer la unidad política con Marruecos, en agosto de 1984, Gadafi y el monarca marroquí Hassan II firmaron el Tratado de Oujda, formando la Unión Árabe-Africana; tal unión se consideró sorprendente debido a las fuertes diferencias políticas y la enemistad de larga data que existía entre los dos gobiernos. Las relaciones siguieron siendo tensas, particularmente debido a las relaciones amistosas de Marruecos con Estados Unidos e Israel; en agosto de 1986, Hassan abolió la unión.
En 1981, el nuevo presidente de Estados Unidos, Ronald Reagan, adoptó un enfoque de línea dura hacia Libia, alegando que era un régimen títere de la Unión Soviética. A su vez, Gadafi jugó su relación comercial con los soviéticos, volviendo a visitar Moscú en 1981 y 1985, y amenazando con unirse al Pacto de Varsovia. No obstante, los soviéticos se mostraron cautelosos con Gadafi, considerándolo un extremista impredecible. En agosto de 1981, Estados Unidos realizó ejercicios militares en el golfo de Sirte, un área que Libia reclamó como parte de sus aguas territoriales. Estados Unidos derribó dos aviones Su-22 libios que se encontraban en un curso de intercepción. Al cerrar la embajada de Libia en Washington D. C., Reagan aconsejó a las empresas estadounidenses que operan en Libia que reduzcan el número de personal estadounidense estacionado allí. En marzo de 1982, Estados Unidos implementó un embargo de petróleo libio, y en enero de 1986 ordenó que todas las empresas estadounidenses dejaran de operar en el país, aunque quedaron varios cientos de trabajadores cuando el gobierno libio duplicó su salario. En la primavera de 1986, la Marina de los Estados Unidos volvió a realizar ejercicios en el Golfo de Sirte; el ejército libio tomó represalias, pero fracasó cuando Estados Unidos hundió varios barcos libios. Las relaciones diplomáticas también se rompieron con el Reino Unido, después de que diplomáticos libios fueran acusados del asesinato de Yvonne Fletcher, una policía británica estacionada frente a su embajada en Londres, en abril de 1984.
Después de que Estados Unidos acusara a Libia de orquestar el atentado a la discoteca La Belle de Berlín en 1986, en el que murieron dos soldados estadounidenses, Reagan decidió tomar represalias militarmente. La CIA criticó la medida, creyendo que Siria era una amenaza mayor y que un ataque fortalecería la reputación de Gadafi; sin embargo, se reconoció a Libia como un «objetivo fácil». Reagan fue apoyado por el Reino Unido pero con la oposición de otros aliados europeos, quienes argumentaron que contravendría el derecho internacional. En la Operación El Dorado Canyon, orquestada el 15 de abril de 1986, aviones militares estadounidenses lanzaron una serie de ataques aéreos contra Libia, bombardearon instalaciones militares en varias partes del país y mataron a unos 100 libios, incluidos varios civiles. Uno de los objetivos había sido la casa de Gadafi, donde dos de sus hijos resultaron heridos, y él afirmó que su hija adoptiva de cuatro años Hanna fue asesinada, aunque su existencia ha sido cuestionada desde entonces. Inmediatamente después, Gadafi se retiró al desierto para meditar. Hubo enfrentamientos esporádicos entre gadafistas y oficiales del ejército que querían derrocar al gobierno. Aunque Estados Unidos fue condenado internacionalmente, Reagan recibió un impulso de popularidad en el país. Atacando públicamente al imperialismo estadounidense, la reputación de Gadafi como antiimperialista se fortaleció tanto a nivel nacional como en todo el mundo árabe, y, en junio de 1986, ordenó que se cambiaran los nombres del mes en Libia.
De hecho, tampoco puede decirse que la situación se hubiera vuelto de total e irreversible ostracismo para el entonces presidente libio, pues este aún podía haber ido contado con, al menos, contactos o relaciones con algunos de los países del bloque occidental. Un ejemplo de esto sería su estancia en Mallorca en 1984, en la que se reuniría con Felipe González y Bruno Kreisky, a propuesta de este segundo, pese a encontrarse ya en un momento más que crítico en sus relaciones con Estados Unidos, siendo este un buen ejemplo que permite reflejar cómo las relaciones nunca llegaron a romperse por completo y por qué llegó a existir un momento de sintonía entre el bloque atlántico y la Libia de Gadafi.

### «Revolución dentro de una revolución»: 1987-1998

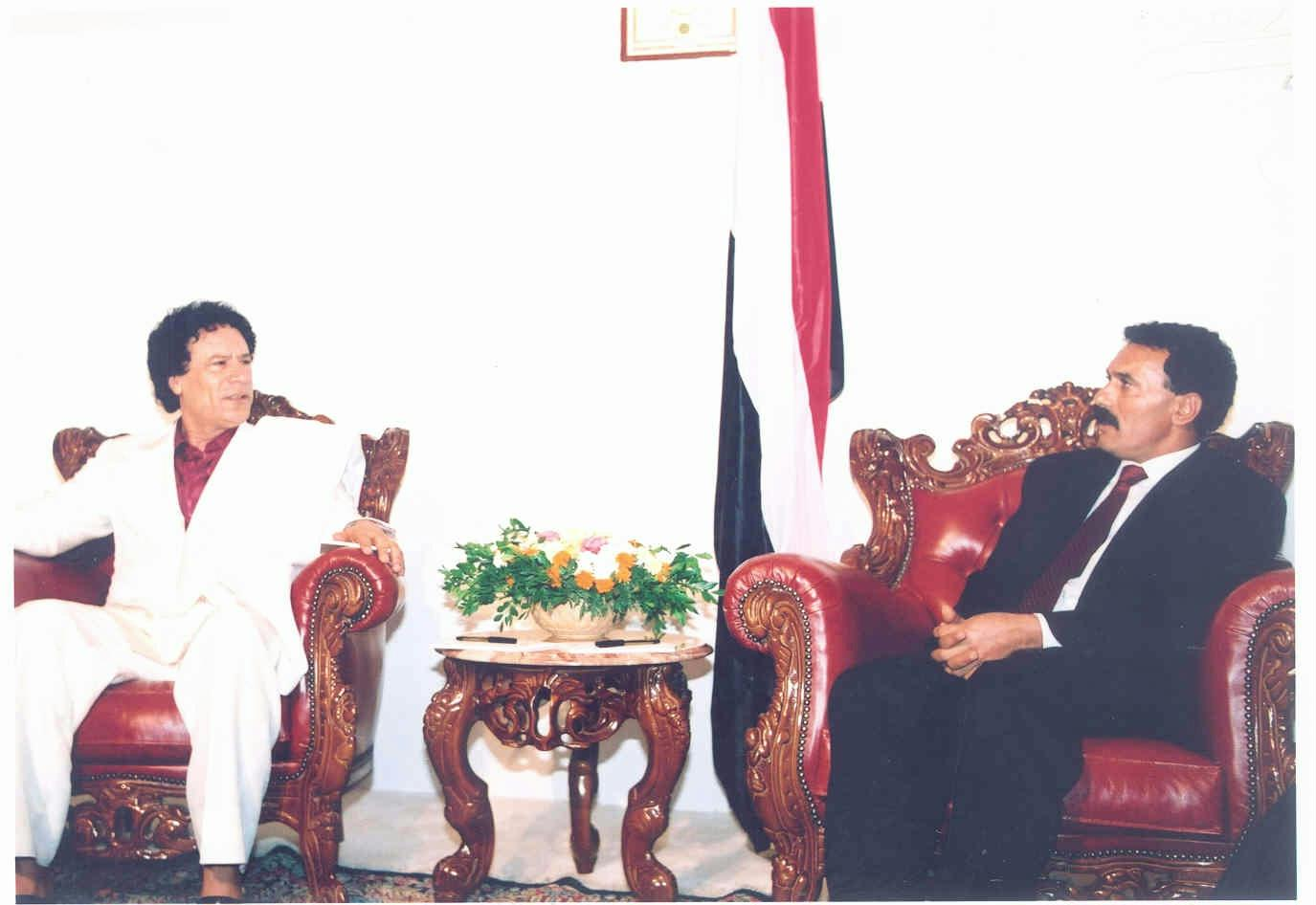
Reunión de Gadafi con el presidente de Yemen Alí Abdalá Salé en 1990.

A fines de la década de 1980 se produjo una serie de reformas económicas liberalizadoras en Libia diseñadas para hacer frente a la disminución de los ingresos petroleros. En mayo de 1987, Gadafi anunció el inicio de la «Revolución dentro de una revolución», que comenzó con reformas en la industria y la agricultura y vio la reapertura de la pequeña empresa. Se impusieron restricciones a las actividades de los Comités Revolucionarios; en marzo de 1988, su papel fue reducido por el recién creado Ministerio de Movilización de Masas y Liderazgo Revolucionario para restringir su violencia y papel judicial, mientras que en agosto de 1988 Gadafi los criticó públicamente.
En marzo, cientos de presos políticos fueron liberados y Gadafi afirmó falsamente que no había más presos políticos en Libia. En junio, el gobierno de Libia emitió la Gran Carta Verde de Derechos Humanos en la Era de las Masas, en la que 27 artículos establecían objetivos, derechos y garantías para mejorar la situación de los derechos humanos en Libia, restringiendo el uso de la pena de muerte y pidiendo su eventual abolición. Muchas de las medidas sugeridas en la carta se aplicarán el año siguiente, aunque otras permanecerán inactivas. También en 1989, el gobierno fundó el Premio Internacional Gadafi de los Derechos Humanos, que se otorgará a figuras del Tercer Mundo que lucharon contra el colonialismo y el imperialismo; el ganador del primer año fue el activista sudafricano contra el apartheid Nelson Mandela. Desde 1994 hasta 1997, el gobierno inició comités de depuración para erradicar la corrupción, particularmente en el sector económico.
Tras el ataque estadounidense de 1986, el ejército fue purgado de elementos percibidos como desleales, y en 1988, Gadafi anunció la creación de una milicia popular para reemplazar al ejército y la policía. En 1987, Libia comenzó la producción de gas mostaza en una instalación en Rabta, aunque negó públicamente que estuviera almacenando armas químicas, e intentó sin éxito desarrollar armas nucleares. El período también vio un crecimiento en la oposición islamista nacional, formulada en grupos como los Hermanos Musulmanes y el Grupo Islámico Combatiente Libio. Se frustraron varios intentos de asesinato contra Gadafi y, a su vez, en 1989 las fuerzas de seguridad asaltaron mezquitas que se creía eran centros de predicación contrarrevolucionaria. En octubre de 1993, elementos del ejército cada vez más marginado iniciaron un fallido golpe de Estado en Misrata, mientras que en septiembre de 1995, los islamistas lanzaron una insurgencia en Bengasi, y en julio de 1996 estalló un motín contra Gadafista en Trípoli. Los Comités Revolucionarios experimentaron un resurgimiento para combatir a estos islamistas. En 1989, Gadafi se mostró satisfecho con la fundación de la Unión del Magreb Árabe, uniendo a Libia en un pacto económico con Mauritania, Marruecos, Túnez y Argelia, viéndolo como el comienzo de una nueva unión panárabe. Mientras tanto, Libia intensificó su apoyo a los militantes antioccidentales como el IRA Provisional, y en 1988, el vuelo 103 de Pan Am fue volado sobre Lockerbie en Escocia, matando a 243 pasajeros y 16 miembros de la tripulación, más 11 personas en tierra. Las investigaciones de la policía británica identificaron a dos libios, Abdelbaset al-Megrahi y Lamin Khalifah Fhimah, como los principales sospechosos, y en noviembre de 1991 emitieron una declaración exigiendo que Libia los entregara. Cuando Gadafi se negó, citando la Convención de Montreal, las Naciones Unidas (ONU) impusieron la Resolución 748 en marzo de 1992, iniciando sanciones económicas contra Libia que tuvieron profundas repercusiones para la economía del país. Estas reflejaban un momento crítico para Gadafi, quien había apostado por un recrudecimiento en el exterior para intentar hacer frente a una cada vez más compleja situación interior, y, como resultado, el país sufrió pérdidas financieras estimadas en 900 millones de dólares estadounidenses. Surgieron más problemas con Occidente cuando, en enero de 1989, Estados Unidos derribó dos aviones de combate libios frente a las costas libias.
Algunos estados árabes y africanos se opusieron a las sanciones de la ONU, y Mandela las criticó en una visita a Gadafi en octubre de 1997, cuando elogió a Libia por su trabajo en la lucha contra el apartheid y otorgó a Gadafi la Orden de Buena Esperanza. Las sanciones sólo se suspenderían en 1998 cuando Libia aceptó permitir la extradición de los sospechosos a la Corte de Escocia en los Países Bajos, en un proceso supervisado por Mandela. Como resultado del juicio, Fhimah fue absuelto y al-Megrahi condenado. En privado, Gadafi sostuvo que no sabía nada sobre quién perpetró el bombardeo y que Libia no tuvo nada que ver con él.

### Panafricanismo, reconciliación y privatización: 1999-2011

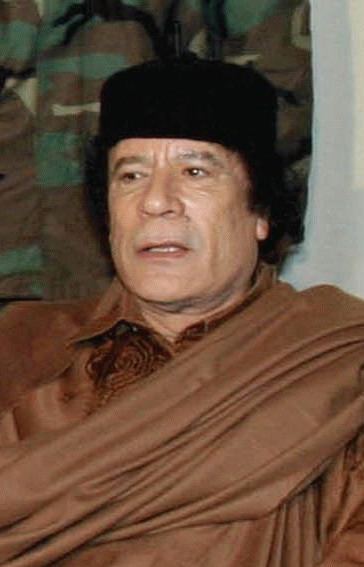
Imagen de Gadafi en 2003.

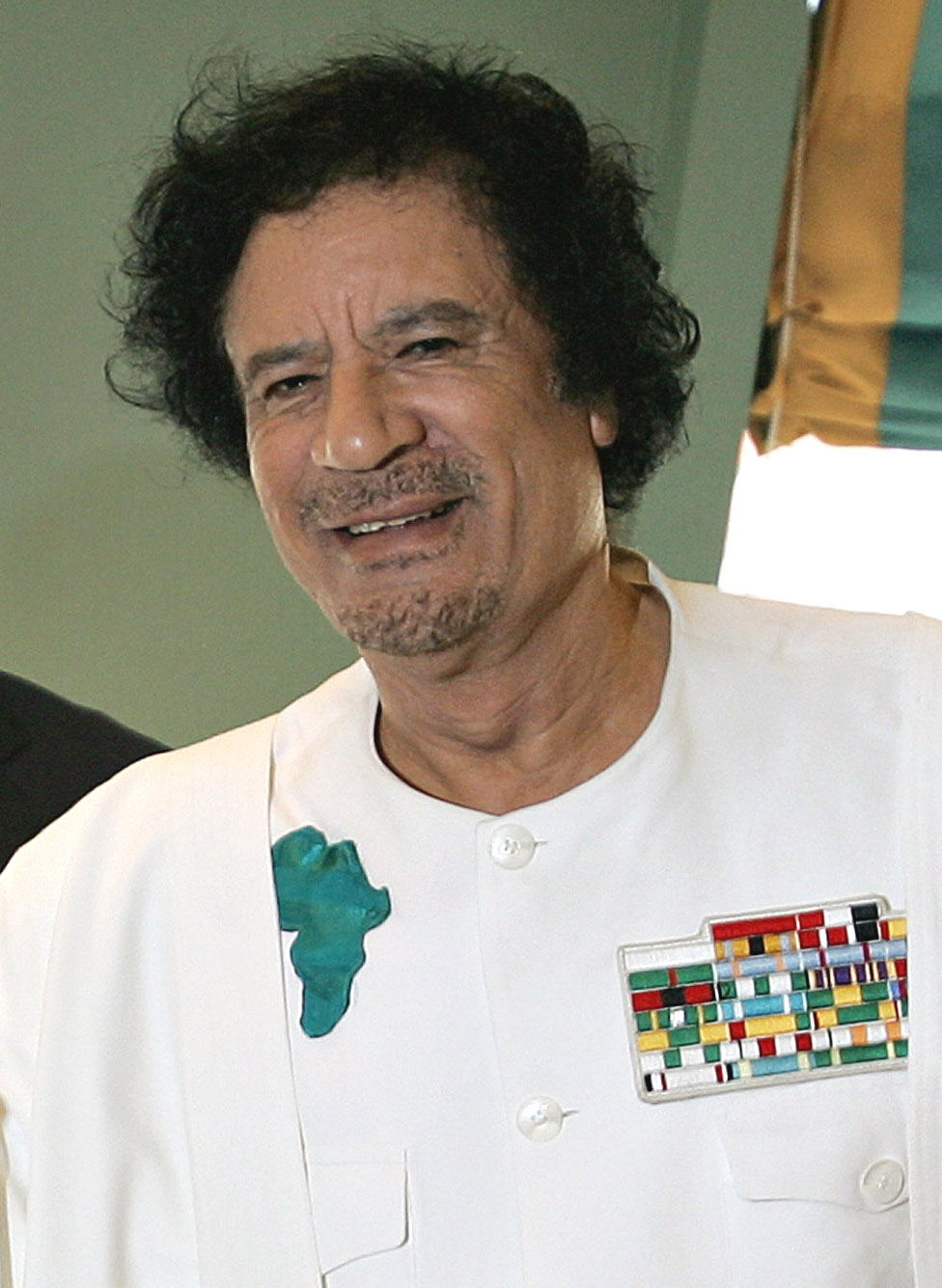
Muamar el Gadafi en 2006.

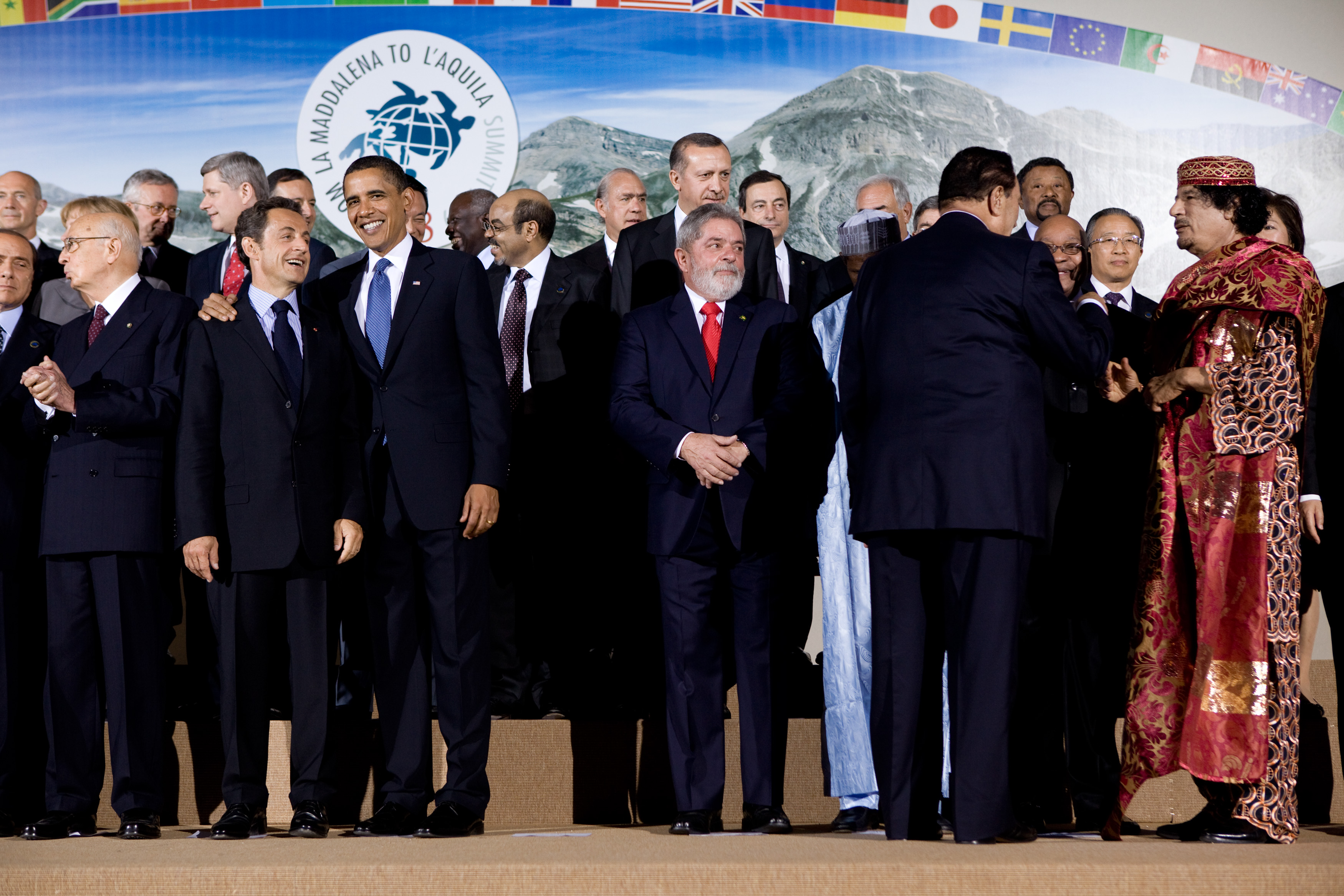
Reunión del G8 en 2009, con Gadafi como presidente invitado.

#### Vínculos con África
A finales del siglo XX, Gadafi, rechazó cada vez más el nacionalismo árabe en favor del panafricanismo, enfatizando la identidad africana de Libia. De 1997 a 2000, Libia inició acuerdos de cooperación o acuerdos bilaterales de ayuda con 10 Estados africanos, y en 1999 se unió a la Comunidad de Estados Sahelo-Saharianos. En junio de 1999, Gadafi visitó a Mandela en Sudáfrica, y el mes siguiente asistió a la cumbre de la OUA en Argel, pidiendo una mayor integración política y económica en todo el continente y defendiendo la fundación de unos Estados Unidos de África. Se convirtió en uno de los fundadores de la Unión Africana (UA), iniciada en julio de 2002 para reemplazar a la OUA; en las ceremonias de apertura, pidió a los estados africanos que rechazar la ayuda condicional del mundo desarrollado, un contraste directo con el mensaje del presidente sudafricano Thabo Mbeki. Se especuló que Gadafi quería convertirse en el primer presidente de la UA, lo que generó preocupaciones en África de que esto dañaría la posición internacional de la Unión, particularmente con Occidente.
En la tercera cumbre de la UA, celebrada en Libia en julio de 2005, Gadafi pidió una mayor integración, defendiendo un pasaporte único de la UA, un sistema de defensa común y una moneda única, utilizando el lema: «Los Estados Unidos de África son la esperanza». Su propuesta para una Unión de Estados Africanos, un proyecto originalmente concebido por Kwame Nkrumah de Ghana en la década de 1960, fue rechazada en la cumbre de la Asamblea de jefes de Estado y de Gobierno (AJEG) de 2001 en Lusaka por líderes africanos que lo consideraban «poco realista» y «utópico». En junio de 2005, Libia se incorporó al Mercado Común de África Oriental y Austral (COMESA). En agosto de 2008, Gadafi fue proclamado «rey de reyes» por un comité de líderes africanos tradicionales, que lo coronaron en febrero de 2009, en una ceremonia celebrada en Adís Abeba, Etiopía. Ese mismo año, Gadafi fue elegido presidente de la Unión Africana, cargo que mantuvo durante un año. En octubre de 2010, Gadafi se disculpó con los presidentes africanos por la comercio árabe de esclavos en el pasado.

#### Reconstruyendo vínculos con Occidente
En 1999, Libia inició conversaciones secretas con el gobierno británico para normalizar las relaciones. En 2001, Gadafi condenó los ataques del 11 de septiembre contra Estados Unidos por parte de al-Qaeda, expresó su simpatía por las víctimas y pidió la participación de Libia en la Guerra contra el Terrorismo dirigida por Estados Unidos contra el islamismo militante. Su gobierno continuó reprimiendo el islamismo interno, al mismo tiempo que Gadafi pidió una aplicación más amplia de la sharía o ley islámica. Libia también consolidó las conexiones con China y Corea del Norte, y fue visitada por el presidente chino Jiang Zemin en abril de 2002. Influenciada por los acontecimientos de la guerra de Irak, en diciembre de 2003 Libia renunció a la posesión de armas de destrucción masiva y desmanteló sus programas de armas químicas y nucleares. Como resultado, las relaciones con los Estados Unidos mejoraron. El primer ministro británico Tony Blair visitó a Gadafi en marzo de 2004, y meses después fue el canciller alemán Gerhard Schröder quien visitó el país. En 2003, Libia aceptó formalmente la responsabilidad del atentado de Lockerbie y pagó US$2,700 millones a las familias de sus víctimas; Estados Unidos y el Reino Unido habían establecido esto como una condición para poner fin a las restantes sanciones de la ONU.
En 2004, Gadafi viajó a la sede de la Unión Europea (UE) en Bruselas, lo que significa una mejora de las relaciones entre Libia y la UE, y la organización europea retiró sus sanciones a Libia. Como actor estratégico en los intentos de Europa de detener la migración ilegal desde África, en octubre de 2010, la UE pagó a Libia más de 50 millones de euros para evitar que los inmigrantes africanos entraran en Europa; Gadafi alentó la medida, diciendo que era necesario evitar la pérdida de la identidad cultural europea a una nueva «Europa negra». Gadafi también completó acuerdos con el gobierno italiano de que invertirían en varios proyectos de infraestructura como reparación de las pasadas políticas coloniales italianas en Libia. El primer ministro italiano Silvio Berlusconi le dio a Libia una disculpa oficial en 2006, después de lo cual Gadafi lo llamó el «hombre de hierro» por su valentía al hacerlo. En agosto de 2008, Gadafi y Berlusconi firmaron un tratado de cooperación histórico en Bengasi; según sus términos, Italia pagaría US$5 mil millones a Libia como compensación por su antigua ocupación militar. A cambio, Libia tomaría medidas para combatir la inmigración ilegal proveniente de sus costas e impulsaría la inversión en empresas italianas.
Este proceso gradual de progresión en las relaciones internacionales que se desarrolló durante este inicio del siglo XXI tuvo uno de sus puntos cúlmenes en el ser retirado de la lista estadounidense de patrocinadores estatales del terrorismo en 2006, lo que, sin ninguna duda, ampliaba los horizontes relacionales de Libia con los aliados de los Estados Unidos. Gadafi, sin embargo, continuó con su retórica antioccidental y, en la Segunda Cumbre África-América del Sur, celebrada en Venezuela en septiembre de 2009, donde pidió una alianza militar en toda África y América Latina para rivalizar con la OTAN. Ese mes también se dirigió a la Asamblea General de las Naciones Unidas en Nueva York por primera vez, usándola para condenar la «agresión occidental». En la primavera de 2010, Gadafi proclamó la yihad contra Suiza después de que la policía de ese país acusara a dos de sus familiares de actividades delictivas en el país, lo que resultó en la ruptura de las relaciones bilaterales.

#### Reforma económica
La economía de Libia fue testigo de una creciente privatización; aunque rechazaron las políticas socialistas de la industria nacionalizada defendidas en El Libro Verde, figuras del gobierno afirmaron que estaban forjando el «socialismo popular» en lugar del capitalismo. Gadafi acogió con satisfacción estas reformas y pidió una privatización a gran escala en un discurso de marzo de 2003; prometió que Libia se uniría a la Organización Mundial del Comercio. Estas reformas alentaron la inversión privada en la economía de Libia. En 2004, había 40.000 millones de USD de inversión extranjera directa en Libia, seis veces más que en 2003. Sectores de la población de Libia reaccionaron contra estas reformas con manifestaciones públicas: en marzo de 2006, los revolucionarios de línea dura tomaron el control del gabinete; aunque redujeron el ritmo de los cambios, no los detuvieron. En 2010, se anunciaron planes que habrían visto la mitad de la economía libia privatizada durante la siguiente década, estos planes parecen haber sido abandonados pronto, sin embargo, ya que las empresas que el gobierno declaró que iban a cotizar en la bolsa de valores, entre ellos, el National Commercial Bank y la Libyan Iron and Steel Company nunca cotizaron y siguieron siendo 100% de propiedad estatal. Sin embargo, se mantuvieron numerosas políticas socialistas y en 2007 se nacionalizaron las filiales de la empresa de logística HB Group.

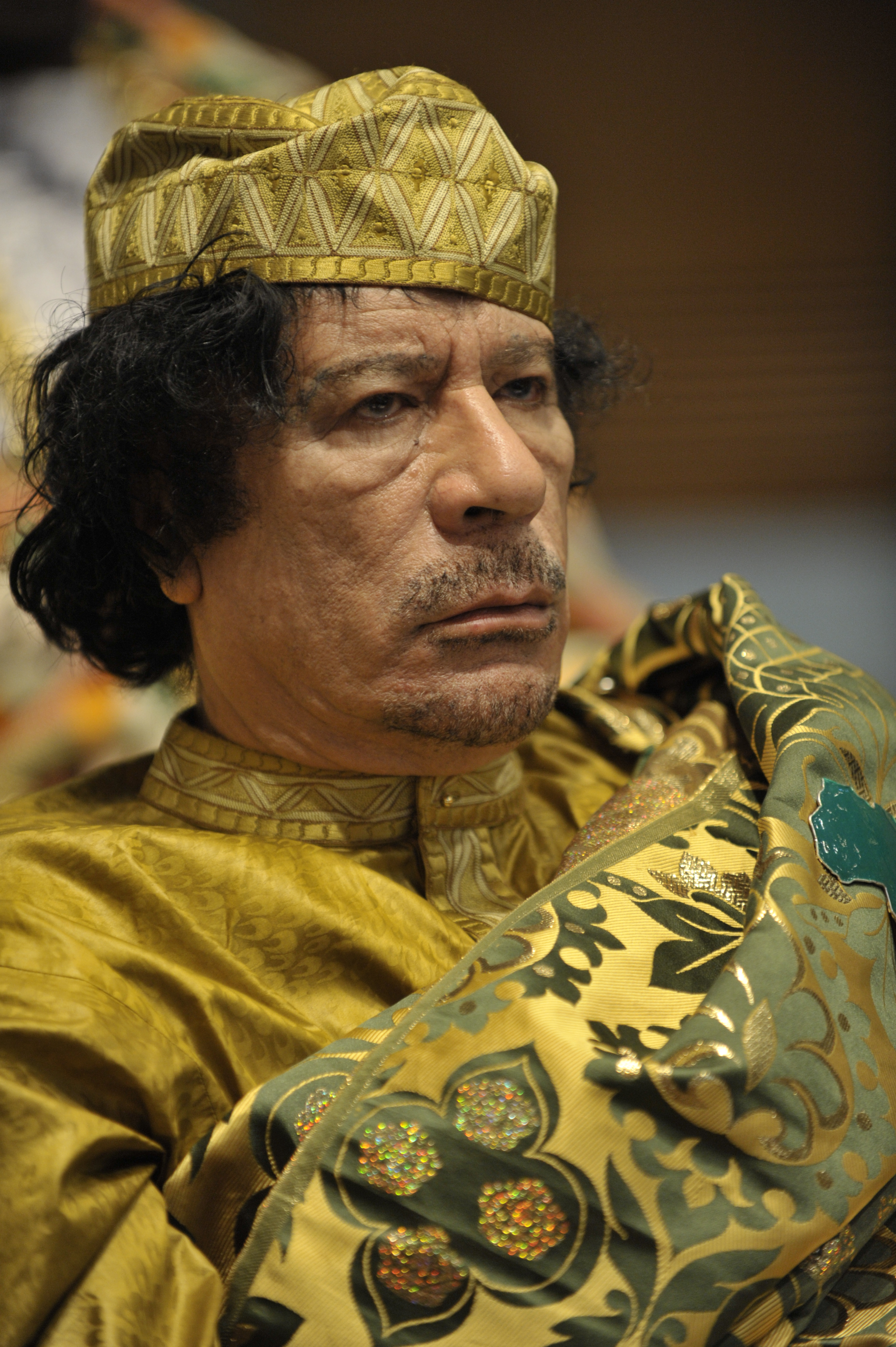
Gadafi en la cumbre de la Unión Africana, año 2009.

Al fin y al cabo, diversas voces se alzaron para criticar la falta de verdadera profundidad de las medidas. Aparte del hecho de que estas reformas económicas, aunque apostaran por la privatización de la economía en el contexto de la globalización, no acarrearan con ellas un avance claro en cuanto al progreso hacia una democracia liberal, también se alegó que los cambios que se estaban emprendiendo tenían un claro déficit en cuanto a la vocación de alcanzar un grado de estructuralidad relevante en tanto que tampoco tenía excesivos incentivos estratégicos —y puede que tampoco ideológicos— para desmantelar la estructura y la red estatales sobre las que había cimentado su poder durante cuatro décadas.
La agricultura no se vio afectada en gran medida por las reformas, y las granjas siguieron siendo cooperativas, el Banco Agrícola de Libia siguió siendo totalmente de propiedad estatal y las políticas intervencionistas estatales y los controles de precios permanecieron. La industria petrolera siguió siendo en gran parte de propiedad estatal, y la National Oil Corporation, de propiedad totalmente estatal, conservaba una participación del 70 por ciento en la industria petrolera de Libia. El gobierno también impuso un impuesto del 93 por ciento sobre todo el petróleo que las empresas extranjeras producían en Libia. Se mantuvieron los controles de precios y los subsidios sobre el petróleo y los alimentos, además de los beneficios proporcionados por el estado, como la atención médica universal, y la educación, vivienda, agua y electricidad gratuitas.
Si bien no hubo una liberalización política concomitante, con Gadafi reteniendo el control predominante, en marzo de 2010, el gobierno transfirió más poderes a los consejos municipales. Un número creciente de tecnócratas reformistas alcanzó posiciones en la gobernanza del país; el más conocido fue el hijo de Gadafi y su aparente heredero, Saif al Islam Gadafi, quien criticó abiertamente el historial de derechos humanos de Libia. Abanderó un grupo que propuso la redacción de una nueva constitución, aunque nunca fue adoptada. Involucrado en fomentar el turismo, Saif fundó varios canales de medios privados en 2008, pero después de criticar al gobierno, fueron nacionalizados en 2009.

### Guerra civil libia

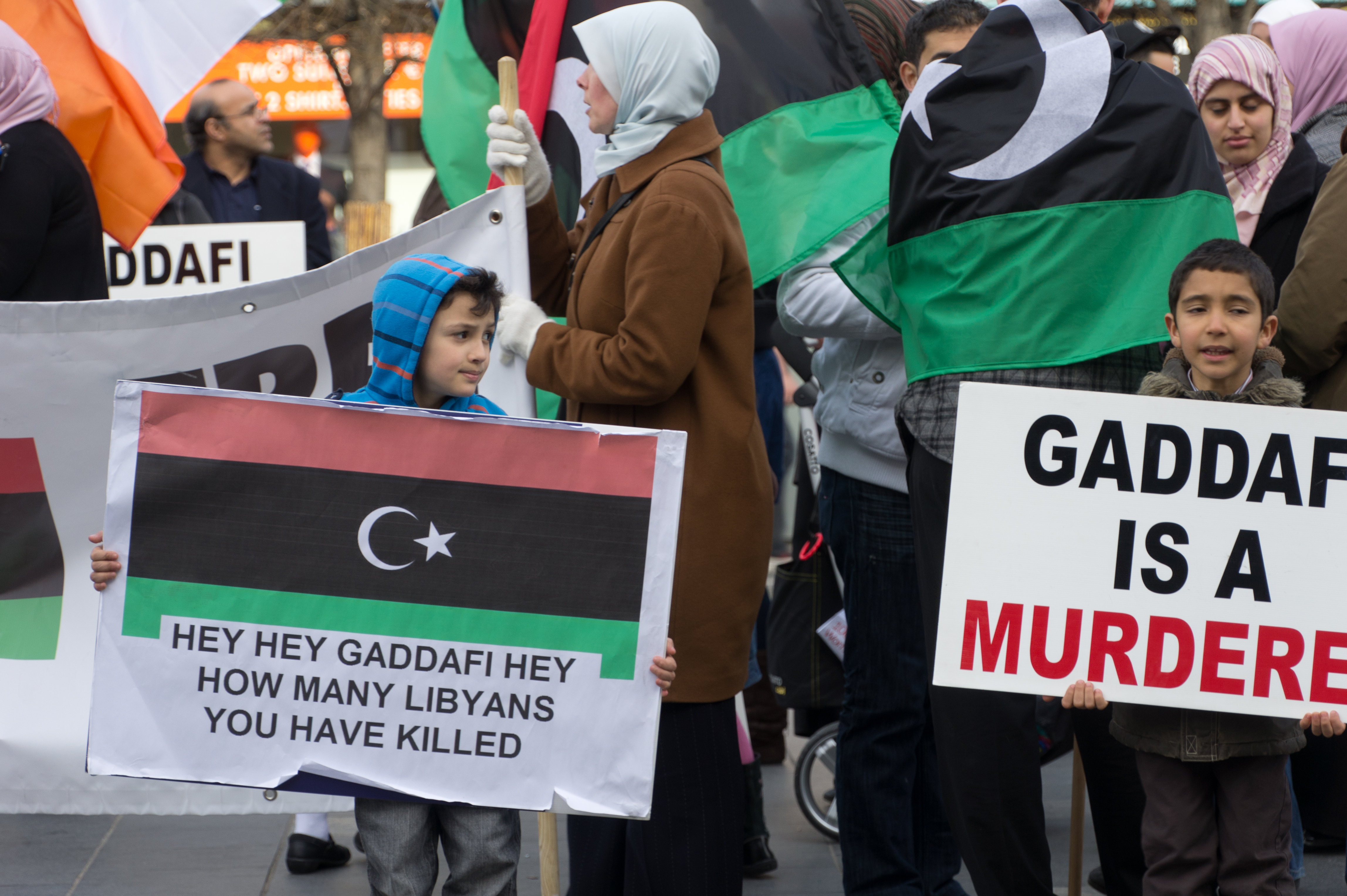
Manifestaciones en contra Gadafi en Dublín, Irlanda, marzo de 2011.

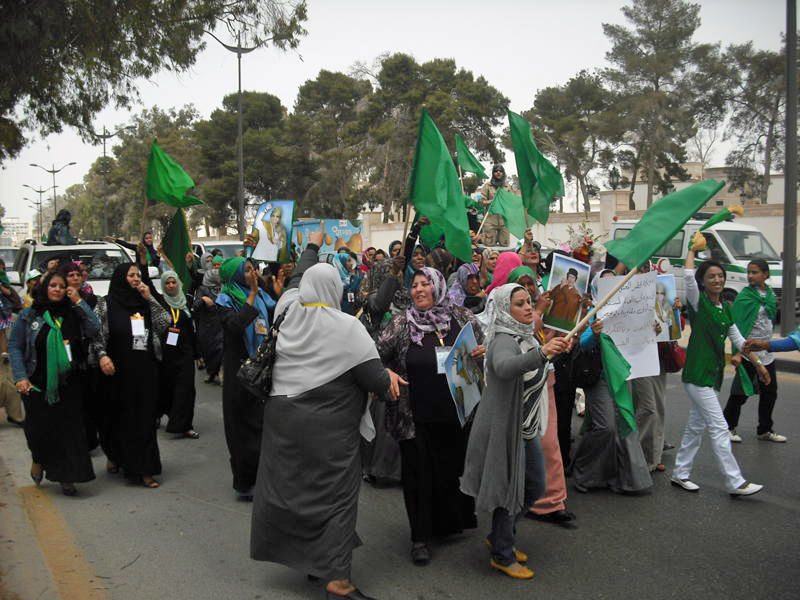
Protestas a favor de Gadafi en Trípoli, mayo de 2011.

#### Orígenes y desarrollo: febrero-agosto de 2011
Tras el inicio de la Primavera Árabe en 2011, Gadafi se pronunció a favor del presidente tunecino Ben Ali, entonces amenazado por la revolución tunecina. Sugirió que el pueblo de Túnez estaría satisfecho si Ben Ali introdujera allí un sistema Yamahiriya. Por temor a las protestas internas, el gobierno de Libia implementó medidas preventivas reduciendo los precios de los alimentos, purgando a los líderes del ejército de posibles desertores y liberando a varios prisioneros islamistas. Esto resultó ineficaz y, el 17 de febrero de 2011, estallaron importantes protestas contra el gobierno de Gadafi. A diferencia de Túnez o Egipto, Libia era en gran parte religiosamente homogénea y no tenía un movimiento islamista fuerte, pero había una insatisfacción generalizada con la corrupción y los sistemas de clientelismo arraigados, mientras que el desempleo había alcanzado alrededor del 30%.
Luego de acusar a los rebeldes de estar «drogados» y vinculado a al-Qaeda, Gadafi proclamó que moriría mártir antes que salir de Libia. Cuando anunció que los rebeldes serían «perseguidos calle por calle, casa por casa y armario por armario», el ejército abrió fuego en Bengasi, matando a cientos de manifestantes. Conmocionados por la respuesta del gobierno, varios políticos de alto rango dimitieron o se pusieron del lado de los manifestantes. El levantamiento se extendió rápidamente por la mitad oriental menos desarrollada económicamente de Libia. A finales de febrero, las ciudades del este como Bengasi, Misrata, al Bayda y Tobruk estaban controladas por rebeldes, y el Consejo Nacional de Transición (CNT) con sede en Bengasi se formó para representarlas.
En los primeros meses del conflicto parecía que el gobierno de Gadafi, con su mayor poder de fuego, saldría victorioso. Ambos bandos desobedecieron las leyes de la guerra y cometieron abusos contra los derechos humanos, incluidos arrestos arbitrarios, torturas, ejecuciones extrajudiciales y ataques de venganza. El 26 de febrero, el Consejo de Seguridad de las Naciones Unidas aprobó la Resolución 1970, suspendiendo a Libia del Consejo de Derechos Humanos de la ONU, aplicando sanciones y pidiendo una investigación de la Corte Penal Internacional (CPI) sobre el asesinato de civiles desarmados. En marzo, el Consejo de Seguridad declaró una zona de exclusión aérea para proteger a la población civil de los bombardeos aéreos y pidió a las naciones extranjeras que la aplicaran; también prohibió específicamente la ocupación extranjera. Sin hacer caso de esto, Catar envió cientos de tropas para apoyar a los disidentes y, junto con Francia y los Emiratos Árabes Unidos, proporcionó armamento y entrenamiento militar al CNT. La OTAN anunció que impondría la zona de exclusión aérea. El 30 de abril, un ataque aéreo de la OTAN mató al sexto hijo de Gadafi y a tres de sus nietos en Trípoli. Esta intervención militar occidental fue criticada por varios gobiernos de izquierda, incluidos los que habían criticado la respuesta de Gadafi a las protestas, porque la consideraban un intento imperialista de asegurar el control de los recursos de Libia.
En junio, la CPI emitió órdenes de arresto contra Gadafi, su hijo Saif al Islam y su cuñado Abdullah Senussi, jefe de seguridad del Estado, por cargos relacionados con crímenes de lesa humanidad. Ese mes, Amnistía Internacional publicó su informe y encontró que, si bien las fuerzas de Gadafi eran responsables de numerosos crímenes de guerra, muchas otras denuncias de abusos masivos de derechos humanos carecían de pruebas creíbles y probablemente eran invenciones de las fuerzas rebeldes promovidas por los medios de comunicación occidentales. En julio, más de 30 gobiernos reconocieron al CNT como el gobierno legítimo de Libia; Gadafi pidió a sus partidarios que «pisoteen esos reconocimientos, pisoteen con sus pies ... No valen nada». En agosto, la Liga Árabe reconoció al CNT como «el representante legítimo del estado libio».
Ayudada por la cobertura aérea de la OTAN, la milicia rebelde avanzó hacia el oeste, derrotando a los ejércitos leales y asegurando el control del centro del país. Con el apoyo de las comunidades amaziges (bereberes) de las montañas de Nafusa, que durante mucho tiempo habían sido perseguidas por no hablar árabe bajo Gadafi, los ejércitos del CNT rodearon a los leales a Gadafi en varias áreas clave del oeste de Libia. En agosto, los rebeldes se apoderaron de Zliten y Trípoli, poniendo fin a los últimos vestigios del poder gadafista. Es probable que sin los ataques aéreos de la OTAN apoyando a los rebeldes, no hubieran podido avanzar hacia el oeste y las fuerzas de Gadafi hubieran finalmente retomado el control del este de Libia.

#### Vinculación del coronel con crímenes de lesa humanidad en Sierra Leona
Tras el auge de la guerra civil el Tribunal especial para Sierra Leona pidió que rindiera cuentas por su papel como autor financiero de las matanzas bajo el régimen de Charles Ghankay Taylor y Foday Sankoh que causó alrededor de 50 000 muertes en el país, David M. Crane, el fiscal fundador de dicho tribunal, alegó que Gadafi entrenó, financió armamento y envió soldados basándose en su mala relación con el país sobre la base de un boicot encabezado por Siaka Stevens, Taylor testificó sobre la participación del coronel, Crane afirmó que sus llamados de justicia no fueron atendidos debido a que occidente mejoró sus lazos con Gaddafi, un jefe de la oposición protestó cuando Gadafi visitó el país en 2007 pidiendo que boicoteasen su visita.

### Captura y muerte: septiembre-octubre de 2011
Sólo unas pocas ciudades del oeste de Libia, como Bani Walid, Sebha y Sirte, siguieron siendo bastiones gadafistas. Retirándose a Sirte después de la caída de Trípoli, Gadafi anunció su voluntad de negociar un traspaso a un gobierno de transición, sugerencia rechazada por el CNT. Rodeándose de guardaespaldas, se mudó continuamente de residencia para escapar de los bombardeos de CNT, dedicando sus días a la oración y la lectura del Corán. El 20 de octubre, Gadafi se escapó del Distrito 2 de Sirte en un convoy conjunto civil-militar, con la esperanza de refugiarse en el valle de Jarref. Alrededor de las 8.30 horas, los bombarderos de la OTAN atacaron, destruyendo al menos 14 vehículos y matando al menos a 53 personas. El convoy se dispersó y Gadafi y los más cercanos a él huyeron a una villa cercana, que fue bombardeada por la milicia rebelde de Misrata. Al huir a un sitio de construcción, Gadafi y su cohorte interior se escondieron dentro de las tuberías de drenaje mientras sus guardaespaldas luchaban contra los rebeldes; en el combate, Gadafi sufrió heridas en la cabeza por la explosión de una granada, mientras que el ministro de Defensa, Abu-Bakr Yunis Jabr, murió.
La milicia de Misrata tomó prisionero a Gadafi, causándole heridas graves mientras intentaban aprehenderlo; los hechos fueron filmados en un teléfono móvil. Un video parece mostrar a Gadafi siendo golpeado o apuñalado en el ano «con algún tipo de palo o cuchillo» o posiblemente con una bayoneta. Estacionado en la parte delantera de una camioneta, se cayó mientras se alejaba. Su cuerpo semidesnudo fue luego colocado en una ambulancia y llevado a Misrata; a su llegada, se encontró muerto. Las cuentas oficiales del CNT afirmaron que Gadafi quedó atrapado en un fuego cruzado y murió a causa de las heridas de bala. Otros relatos de testigos presenciales afirmaron que los rebeldes habían disparado fatalmente a Gadafi en el estómago. El hijo de Gadafi, Mutassim, que también había estado en el convoy, fue igualmente capturado y encontrado muerto varias horas después, muy probablemente por una ejecución extrajudicial. Alrededor de 140 leales a Gadafi fueron detenidos del convoy; los cadáveres de 66 fueron encontrados posteriormente en el cercano Hotel Mahari, víctimas de ejecución extrajudicial. El patólogo forense jefe de Libia, Othman al-Zintani, llevó a cabo las autopsias de Gadafi, su hijo y Jabr en los días posteriores a su muerte; aunque el patólogo informó a la prensa que Gadafi había muerto por una herida de bala en la cabeza, el informe de la autopsia no se hizo público.
En la tarde de la muerte de Gadafi, el primer ministro del CNT, Mahmoud Jibril, reveló públicamente la noticia. El cadáver de Gadafi se colocó en el congelador de un mercado local junto a los cadáveres de Yunis Jabr y Mutassim; los cadáveres se exhibieron públicamente durante cuatro días, y libios de todo el país acudieron a verlos. Las imágenes de la muerte de Gadafi se difundieron ampliamente a través de las redes de medios a nivel internacional. En respuesta a llamadas internacionales, el 24 de octubre Jibril anunció que una comisión investigaría la muerte de Gadafi. El 25 de octubre, el CNT anunció que Gadafi había sido enterrado en un lugar no identificado en el Desierto Líbico.
En 2022 Aisha al-Fituri, una guardaespaldas de Gadafi, aseguró que él no había sido asesinado sino una persona identificada como Hamid Abu Maniar que se parecía a él. Asimismo, al-Fituri afirmó que Gadafi todavía se encontraba liderando la resistencia.
Correos electrónicos filtrados a Hillary Clinton revelaron que las intenciones de la OTAN en Libia eran evitar que Gadafi unificara el continente e introdujera una divisa común, el dinar, lo que estaba entre los planes de Gadafi.

## Ideología política
La cosmovisión ideológica de Gadafi fue moldeada por su entorno, es decir, su fe islámica, su educación beduina y su disgusto por las acciones de los colonialistas italianos en Libia. Cuando era un escolar, Gadafi adoptó las ideologías del nacionalismo árabe y el socialismo árabe, influenciado en particular por el nasserismo, el pensamiento del presidente egipcio Nasser, a quien Gadafi consideraba su héroe; Nasser describió en privado a Gadafi como «un buen chico, pero terriblemente ingenuo». A principios de la década de 1970, Gadafi formuló su propio enfoque particular del nacionalismo y el socialismo árabe, conocido como Tercera Teoría Internacional, que The New York Times describió como una combinación de «socialismo utópico, nacionalismo árabe y la teoría revolucionaria del Tercer Mundo que estaba en boga» en ese momento. Consideró este sistema como una alternativa práctica a los entonces dominantes modelos internacionales del capitalismo occidental y el marxismo-leninismo. Expuso los principios de esta Teoría en los tres volúmenes de El Libro Verde, en los que buscaba «explicar la estructura de la sociedad ideal».
El especialista en estudios libios Ronald Bruce St. John consideró el nacionalismo árabe como el «valor primordial» de Gadafi, y afirmó que durante los primeros años de su gobierno, Gadafi era «el nacionalista árabe por excelencia». Gadafi pidió que el mundo árabe recuperase su dignidad y afirmese un lugar importante en el escenario mundial, culpando del atraso árabe al estancamiento resultante del dominio otomano, el colonialismo e imperialismo europeo y las monarquías corruptas y represivas. Los puntos de vista nacionalistas árabes de Gadafi lo llevaron a la creencia panarabista en la necesidad de unidad en todo el mundo árabe, combinando la nación árabe en un solo estado nación. Con este fin, había propuesto una unión política con cinco estados árabes vecinos en 1974, aunque sin éxito. De acuerdo con sus opiniones sobre los árabes, su postura política fue calificada de nativista. Gadafi también tenía ambiciones internacionales, queriendo exportar sus ideas revolucionarias a todo el mundo. Gadafi vio a su Yamahiriya socialista como un modelo a seguir por los mundos árabe, islámico y no alineado, y en sus discursos declaró que su Tercera Teoría Internacional finalmente guiaría a todo el planeta. Sin embargo, tuvo un éxito mínimo en la exportación de la ideología fuera de Libia.
Junto con el nacionalismo árabe, el antiimperialismo también fue una característica definitoria del régimen de Gadafi durante sus primeros años. Creía en oponerse al imperialismo occidental y al colonialismo en el mundo árabe, incluido cualquier expansionismo occidental a través de la forma de Israel. Ofreció apoyo a una amplia gama de grupos políticos en el exterior que se autodenominaban «antiimperialistas», especialmente aquellos que se oponían a Estados Unidos. Durante muchos años, el antisionismo fue un componente fundamental de la ideología de Gadafi. Creía que el estado de Israel no debería existir y que cualquier compromiso árabe con el gobierno israelí era una traición al pueblo árabe. En gran parte debido a su apoyo a Israel, Gadafi despreciaba a Estados Unidos, consideraba que el país era imperialista y lo criticaba como «la encarnación del mal». Trató de distinguir a los judíos «orientales» que habían vivido en el Medio Oriente durante generaciones de los judíos europeos que habían emigrado a Palestina durante el siglo XX, llamando a estos últimos «vagabundos» y «mercenarios» que deberían regresar a Europa. Se manifestó contra los judíos en muchos de sus discursos, y Blundy y Lycett afirmaron que su antisemitismo era «casi hitleriano». A medida que el panafricanismo se convirtió cada vez más en su foco de atención a principios del siglo XXI, Gadafi se interesó menos en la cuestión Israel-Palestina, y pidió que las dos comunidades formaran un nuevo estado único al que denominó «Isratin». Esto habría llevado a la población judía a convertirse en minoría dentro del nuevo estado.

### Modernismo islámico y socialismo islámico
Gadafi rechazó el enfoque secularista del nacionalismo árabe que había sido generalizado en Siria, con su movimiento revolucionario poniendo un énfasis mucho más fuerte en el islam que los anteriores movimientos nacionalistas árabes. Consideró que el arabismo y el islam eran inseparables, refiriéndose a ellos como «uno e indivisible», y pidió a la minoría cristiana del mundo árabe que se convirtiera al islam. Insistió en que la ley islámica debería ser la base de la ley del estado, desdibujando cualquier distinción entre un reino religioso y secular. Deseaba la unidad en todo el mundo islámico y alentó la propagación de la fe en otros lugares; en una visita a Italia en 2010, pagó a una agencia de modelos para que encontrara a 200 jóvenes italianas para una conferencia que dio instándolas a convertirse. Según el biógrafo de Gadafi, Jonathan Bearman, en términos islámicos, Gadafi era más un modernista que un fundamentalista, porque subordinó la religión al sistema político en lugar de buscar islamizar el estado como los islamistas buscaban. Lo impulsaba un sentido de «misión divina», creyéndose un conducto de la voluntad de Dios, y pensó que debía alcanzar sus metas «sin importar el costo». Sin embargo, su interpretación del Islam fue idiosincrásica y chocó con los clérigos conservadores libios. Muchos criticaron sus intentos de alentar a las mujeres a ingresar a sectores de la sociedad tradicionalmente solo para hombres, como las fuerzas armadas. Gadafi estaba interesado en mejorar la condición de la mujer, aunque veía a los sexos como «separados pero iguales» y, por lo tanto, sentía que las mujeres deberían permanecer en sus papeles tradicionales.
Gadafi describió su enfoque de la economía como «socialismo islámico». Para él, una sociedad socialista podría definirse como aquella en la que los hombres controlan sus propias necesidades, ya sea a través de la propiedad personal o de un colectivo. Aunque las primeras políticas aplicadas por su gobierno tenían una orientación capitalista de estado, en 1978 creía que la propiedad privada de los medios de producción era explotadora y, por lo tanto, trató de alejar a Libia del capitalismo y acercarla al socialismo. La empresa privada se eliminó en gran medida a favor de una economía controlada centralmente. Se discute hasta qué punto Libia se volvió socialista bajo Gadafi. Bearman sugirió que si bien Libia experimentó «una profunda revolución social», no creía que se hubiera establecido «una sociedad socialista» en Libia. Por el contrario, St. John expresó la opinión de que «si el socialismo se define como una redistribución de la riqueza y los recursos, es evidente que se produjo una revolución socialista en Libia» bajo el régimen de Gadafi.
Gadafi era antimarxista, y en 1973 declaró que «es deber de todo musulmán combatir» el marxismo porque promueve el ateísmo. En su opinión, ideologías como el marxismo y el sionismo eran ajenas al mundo islámico y constituían una amenaza para la Umma, o comunidad islámica global. Sin embargo, Blundy y Lycett señalaron que el socialismo de Gadafi tenía un «trasfondo curiosamente marxista», y el politólogo Sami Hajjar argumentó que el modelo de socialismo de Gadafi ofrecía una simplificación de las teorías de Karl Marx y Friedrich Engels. Aunque reconoció la influencia marxista en el pensamiento de Gadafi, Bearman afirmó que el presidente libio rechazaba el principio fundamental del marxismo, el de la lucha de clases como motor principal del desarrollo social. En lugar de abrazar la idea marxista de que una sociedad socialista surgió de la lucha de clases entre el proletariado y la burguesía, Gadafi creía que el socialismo se lograría derrocando el capitalismo «antinatural» y devolviendo la sociedad a su «equilibrio natural». En esto, buscó reemplazar una economía capitalista con una basada en sus propias ideas romantizadas de un pasado tradicional, precapitalista. Esto se debe mucho a la creencia islámica en la ley natural de Dios que proporciona orden al universo.

## Vida privada
Gadafi era un hombre muy reservado, al que le gustaba la meditación y la soledad y que podía llegar a ser huraño. La reportera Mirella Bianco entrevistó al padre de Gaddafi, quien declaró que su hijo era «siempre serio, incluso taciturno», además de valiente, inteligente, piadoso y una persona muy enfocada en la familia. Los amigos de Gaddafi lo describieron a Bianco como un hombre leal y generoso. Más ampliamente, se le consideraba a menudo como «extraño, irracional o quijotesco». Bearman señaló que Gadafi era emocionalmente volátil y tenía un temperamento impulsivo, y que la CIA creía que el presidente libio sufría de depresión clínica. Gadafi se definió a sí mismo como un «simple revolucionario» y «musulmán devoto» llamado por Dios a continuar el trabajo de Nasser. Gadafi era un musulmán austero y devoto, aunque según Vandewalle, su interpretación del Islam era «profundamente personal e idiosincrásica». También era un fanático del fútbol y disfrutaba tanto del deporte como de la equitación como medio de recreación. Se consideraba a sí mismo un intelectual, era un fan de Beethoven y decía que sus novelas favoritas eran La cabaña del tío Tom, Raíces y El extranjero.

## Reputación y legado
Gadafi era una figura mundial controvertida y sumamente divisoria. Según Bearman, Gaddafi «evocaba los extremos de la pasión: la adoración suprema de sus seguidores, el amargo desprecio de sus oponentes». Bearman agregó que «en un país que anteriormente sufrió dominación extranjera, el antiimperialismo [de Gadafi] ha demostrado ser muy popular». La popularidad interna de Gadafi se debió a su derrocamiento de la monarquía, su eliminación de los colonos italianos y las bases aéreas estadounidenses y británicas del territorio libio y su redistribución de la tierra del país sobre una base más equitativa. Los partidarios elogiaron a la administración de Gadafi por la creación de una sociedad casi sin clases a través de la reforma interna. Hicieron hincapié en los logros del régimen en la lucha contra la falta de vivienda, asegurando el acceso a alimentos y agua potable, y en mejoras dramáticas en la educación; bajo Gadafi, las tasas de alfabetización aumentaron significativamente y toda la educación hasta el nivel universitario era gratuita. Los partidarios también han aplaudido los logros en la atención médica gratuita universal brindada bajo la administración de Gadafi, y el aumento de la esperanza de vida.
Los biógrafos Blundy y Lycett consideraron que durante la primera década del gobierno de Gadafi, la vida de la mayoría de los libios «indudablemente cambió para mejor» a medida que las condiciones materiales y la riqueza mejoraron drásticamente, mientras que la especialista en estudios libia Lillian Craig Harris comentó que en los primeros años de la administración gadafista, «la riqueza nacional y la influencia internacional de Libia se dispararon, y su nivel de vida nacional aumentó de forma espectacular». Estos niveles tan elevados se redujeron durante el decenio de 1980 como resultado del estancamiento económico; fue en este decenio cuando aumentó el número de desertores libios. Gadafi afirmó que su Yamahiriya era una «utopía concreta», y que había sido designado por «asentimiento popular», algunos de sus seguidores islámicos creían que portaba el Barakah. Su oposición a los gobiernos occidentales le valió el respeto de parte de la extrema derecha euroamericana, como el Frente Nacional del Reino Unido, por ejemplo, que adoptó aspectos de la Tercera Teoría Internacional durante la década de 1980. Su postura antioccidental también atrajo elogios de la extrema izquierda; en 1971, la Unión Soviética le otorgó la Orden de Lenin, aunque su desconfianza hacia el marxismo ateo le impidió asistir a la ceremonia en Moscú.

### Oposición y críticas

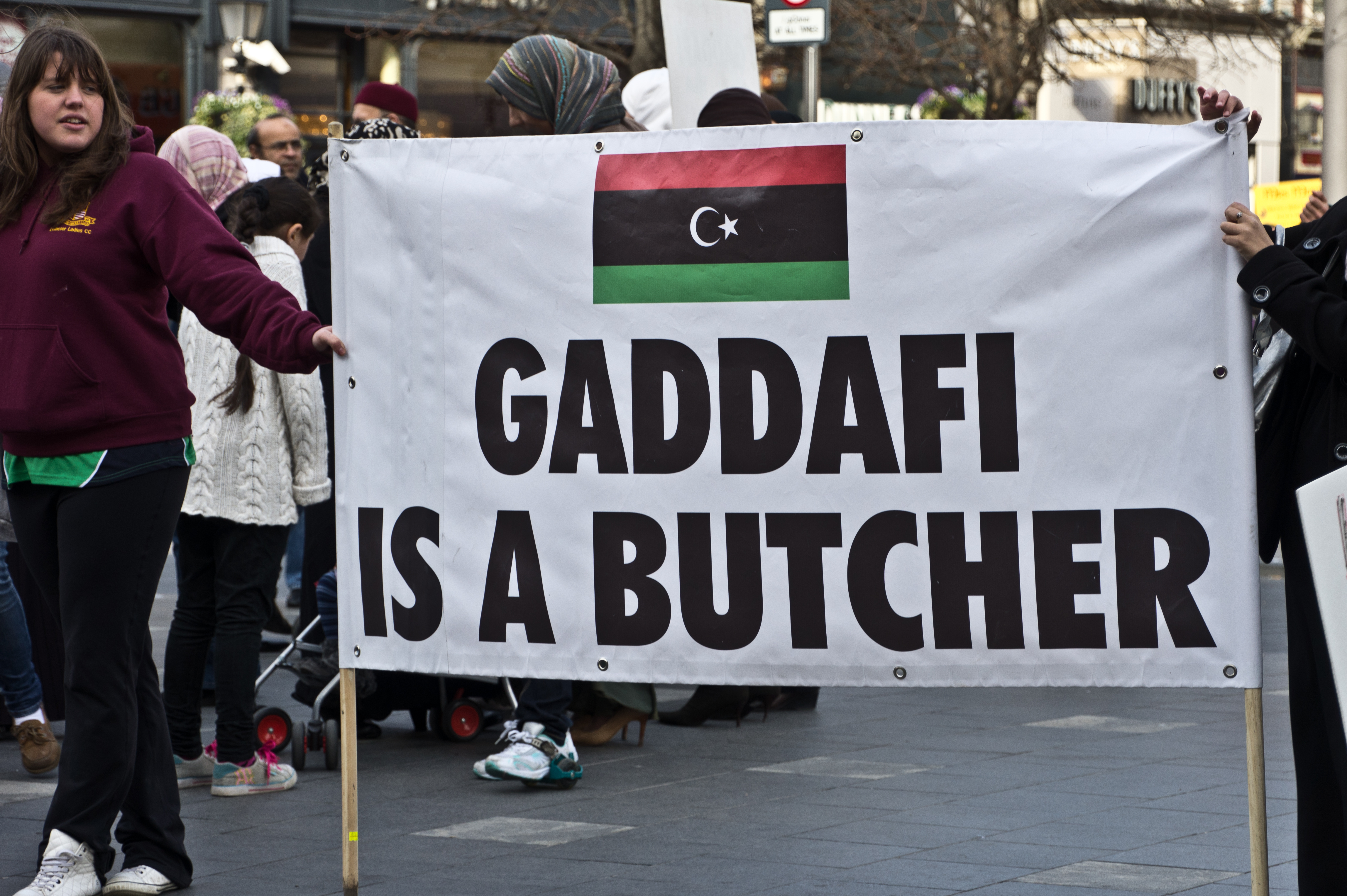
Una pancarta antigadafista donde puede leerse «Gadafi es un carnicero» exhibida por manifestantes en Irlanda en 2011.

El movimiento libio antigadafista reunió a una diversa gama de grupos, que tenían motivos y objetivos variados. Estaba integrado por monárquicos y miembros de la vieja élite pregadafista, nacionalistas conservadores que respaldaban su agenda nacionalista árabe pero se oponían a sus reformas económicas de izquierda, tecnócratas que veían comprometidas sus perspectivas de futuro, y fundamentalistas islámicos que se oponían a sus reformas radicales. Los miembros de la clase media comerciante de Libia a menudo se enojaban por la pérdida de sus negocios a través del programa de nacionalización de Gadafi, mientras que muchos libios se oponían al uso de la riqueza petrolera del país por parte de Gadafi para financiar la actividad revolucionaria en el extranjero en lugar del desarrollo interno en la propia Libia. También enfrentó la oposición de socialistas rivales como los baazistas y los marxistas; durante la Guerra Civil, fue criticado tanto por gobiernos de centro izquierda como de centro derecha por haber supervisado los abusos contra los derechos humanos. Apodado el «perro rabioso del Medio Oriente» por Ronald Reagan, Gadafi se convirtió en un «Bogeyman» para los gobiernos occidentales, quienes lo presentaron como el «dictador vicioso de un pueblo oprimido». Para estos críticos, Gadafi era «despótico, cruel, arrogante, vanidoso y estúpido», y Pargeter señaló que «durante muchos años, llegó a ser personificado en los medios internacionales como una especie de supervillano».
Según sus críticos, el pueblo de Libia vivió en un clima de miedo bajo la administración de Gadafi, debido a la vigilancia generalizada de los civiles por parte de su gobierno. La Libia de Gadafi fue descrita típicamente por los comentaristas occidentales como un estado policial, y muchos estadounidenses creían que Gadafi era un marxista-leninista en una relación cercana con la Unión Soviética. El estado de Gadafi también se ha calificado de autoritario. Su administración también ha sido criticada por opositores políticos y grupos como Amnistía Internacional por las violaciones de derechos humanos cometidas por los servicios de seguridad del país. Estos abusos incluyeron la represión de la disidencia, ejecuciones públicas y la detención arbitraria de cientos de opositores, algunos de los cuales denunciaron haber sido torturados. Uno de los ejemplos más destacados de esto fue la masacre que tuvo lugar en la cárcel de Abu Salim en junio de 1996; Human Rights Watch estimó que fueron masacrados 1270 presos. Los disidentes en el extranjero fueron etiquetados como «perros callejeros»; fueron públicamente amenazados de muerte y, en ocasiones, asesinados por escuadrones de asalto del gobierno, o regresaron a casa por la fuerza para enfrentar el encarcelamiento o la muerte.
El trato que el gobierno de Gadafi dio a los libios no árabes fue objeto de críticas por parte de activistas de derechos humanos, y los bereberes nativos, italianos, judíos, refugiados y trabajadores extranjeros se enfrentaron a la persecución en la Libia gadafista. Los grupos de derechos humanos también criticaron el trato de los migrantes, incluidos los solicitantes de asilo, que pasaban por la Libia de Gadafi de camino a la Unión Europea. A pesar de su oposición vocal al colonialismo, Gadafi fue criticado por algunos pensadores anticoloniales e izquierdistas. El economista político Yash Tandon declaró que si bien Gadafi era «probablemente el retador más controvertido y escandalosamente atrevido (y aventurero) del Imperio» (es decir, las potencias occidentales), no había podido escapar del control neocolonial de Occidente sobre Libia. Durante la Guerra Civil, varios grupos de izquierda respaldaron a los rebeldes antigadafistas, pero no a la intervención militar occidental, argumentando que Gadafi se había convertido en un aliado del imperialismo occidental al cooperar con la Guerra contra el Terrorismo y los esfuerzos para bloquear la migración africana a Europa. Las acciones de Gadafi en la promoción de grupos militantes extranjeros, aunque consideradas por él como un apoyo justificado a los movimientos de liberación nacional, fueron vistas por Estados Unidos como una injerencia en los asuntos internos de otras naciones y un apoyo activo al terrorismo internacional. El propio Gadafi fue ampliamente percibido como un terrorista, especialmente en Estados Unidos y Reino Unido.

### Valoración póstuma
Las reacciones internacionales a la muerte de Gaddafi fueron diversas. El presidente de Estados Unidos, Barack Obama, declaró que significaba que «se había levantado la sombra de la tiranía sobre Libia», mientras que el primer ministro del Reino Unido, David Cameron, declaró que estaba «orgulloso» del papel de su país en el derrocamiento de «este brutal dictador». Por el contrario, el expresidente cubano Fidel Castro comentó que al desafiar a los rebeldes, Gadafi «entraría en la historia como una de las grandes figuras de las naciones árabes», mientras que el venezolano Hugo Chávez lo describió como «un gran luchador, un revolucionario y un mártir». El expresidente sudafricano Nelson Mandela expresó su tristeza por la noticia, elogió a Gadafi por su postura contra el apartheid y señaló que respaldó el Congreso Nacional Africano de Mandela durante «los momentos más oscuros de nuestra lucha».
Muchos en África subsahariana lloraron a Gadafi como un héroe; El Daily Times de Nigeria, por ejemplo, declaró que, si bien era innegable que era un dictador, Gadafi era el más benevolente en una región que solo conocía la dictadura, y que él era «un gran hombre que cuidó de su pueblo y lo convirtió en la envidia de toda África». El periódico nigeriano Leadership informó que, si bien muchos libios y africanos llorarían a Gadafi, esto sería ignorado por los medios occidentales y que, como tal, pasarían 50 años antes de que los historiadores decidieran si era «mártir o villano».
Tras su derrota en la guerra civil, el sistema de gobierno de Gadafi fue desmantelado y reemplazado por el gobierno interino del CNT, que legalizó los sindicatos y la libertad de prensa. En julio de 2012, se llevaron a cabo elecciones para formar un nuevo Congreso General de la Nación (CGN), que asumió oficialmente la gobernanza del NTC en agosto. El CGN eligió a Mohamed Yousef al-Magariaf como presidente de la cámara y a Mustafa A.G. Abushagur como primer ministro; cuando Abushagur no logró la aprobación del Congreso, el CGN eligió a Ali Zeidan para el cargo. En enero de 2013, el CGN cambió oficialmente el nombre de Yamahiriya a «Estado de Libia». Los leales a Gadafi fundaron entonces un nuevo partido político, el Frente Popular para la Liberación de Libia; dos de sus miembros, secuestraron el vuelo 209 de Afriqiyah Airways en diciembre de 2016. Dirigido por Saif al Islam Gadafi, se permitió al Frente Popular participar en las próximas elecciones generales.

## Familia Gadafi

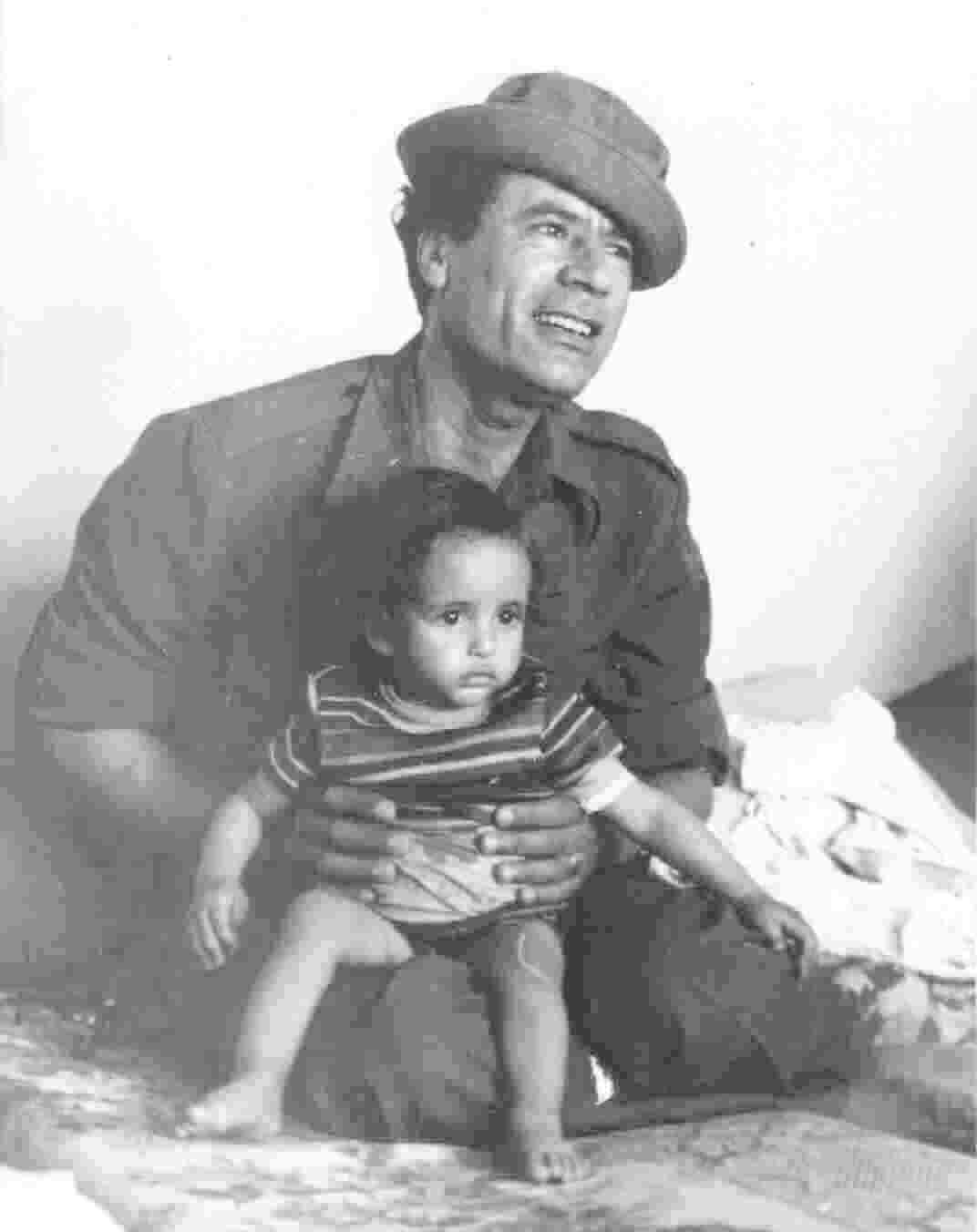
Gadafi en 1976.

Gadafi tenía seis hijos vivos, la mayoría de ellos fruto de su matrimonio con Safia Farkash, con quien se casó poco después de divorciarse de Fatiha al-Niri, con quien solo estuvo en relación conyugal por un año y de quien solo nacería Muhammad, el primogénito. El recuento total (incluyendo adoptados) es el siguiente:
1. Muhammad el Gadafi (1970) es apasionado por el fútbol y carece de interés por la política. Único hijo de su primer matrimonio. En el exilio en Argelia desde agosto de 2011.[452]
2. Saif al Islam Gadafi (1972), designado por su padre como su único sucesor legítimo. Poseía un grupo de medios informativos que incluye televisiones por satélite y periódicos de capital privado. Muy abierto a Occidente.
3. Al-Saadi el Gadafi (1973), coronel y jefe de las fuerzas armadas libias. Mantiene buenas relaciones con Mohamed VI de Marruecos y Abdalá II de Jordania. Futbolista retirado de la Serie A italiana.
4. Aisha el Gadafi (o Ayesha el Gadafi, 1976), única hija viva y teniente general del Ejército, quien usa vestimenta moderna occidental, estudia en la Universidad para obtener el doctorado y es opositora al «imperialismo estadounidense». Defendió a Sadam Huseín. En el exilio en Argelia desde agosto de 2011.[452]
5. Hanibal el Gadafi (1975), consultor en la agencia de transporte de combustible, quien fue detenido, junto con su esposa, en Suiza el jueves 17 de julio de 2008, acusado de maltratar a dos empleadas domésticas. Este incidente provocó a finales de julio de 2008 que el coronel Gadafi suspendiera la venta de petróleo crudo a Suiza, tras las manifestaciones populares de espontáneos libios frente a la Embajada de Suiza en Trípoli para exigir una disculpa del Gobierno suizo. En el exilio en Argelia desde agosto de 2011.[452]
6. Moatassem Gadafi (1977-2011), asesor en seguridad nacional, capturado durante la Batalla de Sirte y ejecutado el 20 de octubre de 2011.
7. Saif al Arab (1982-2011) pasaba mucho tiempo en Alemania. Saif al-Arab Gadafi, de 29 años de edad, falleció el 30 de abril en Trípoli en un ataque aéreo de la OTAN según portavoces del gobierno libio (también perdieron la vida tres de los nietos del presidente libio).[453]
8. Jamis Gadafi (1983-2011), capitán del Ejército y «declarado muerto» en una ofensiva llevada a cabo durante la noche del jueves 4 al viernes 5 de agosto de 2011 por la OTAN en la ciudad de Zliten. Era el jefe de la brigada policial Jamis (una unidad de élite) encargada de la defensa de Trípoli, lo que hacía de él una pieza clave en la defensa del régimen de su padre. Fue descrito por diplomáticos estadounidenses como el mejor hombre de las fuerzas armadas de Libia. Apareció en activo en la televisión libia el martes 9 de agosto del 2011.[454] El martes 23 de agosto de 2011, Al Jazeera informó de que podría haber sido hallado su cadáver. A finales de agosto, tanto medios occidentales como árabes confirman que Jamis fue muerto por los rebeldes posiblemente el lunes 29 de agosto de 2011.
9. Milad el Gadafi, un sobrino adoptado.
10. Hana el Gadafi, hija adoptada, murió supuestamente en un bombardeo de Estados Unidos en 1986. Aunque, tras la caída de Gadafi se han encontrado en su residencia vídeos domésticos de 1989, en donde aparece Hana.[455]

En lo que respecta a su sucesión, con el tiempo Gadafi desplazó la candidatura de sucesor del seno del partido gobernante hacia su familia directa. En ese entonces, su hijo mayor Saif al Islam Gadafi ya lo representaba en actos oficiales.

## Premios
- Medalla Al-Fatah, Orden del Coraje, Orden de la República y Orden del Gran Conquistador. Todas de Libia.[456]
- Orden del León Blanco. Checoslovaquia, 1982.[457]
- Membresía de la Xirka Ġieħ ir-Repubblika. Malta, 1976.[458]
- Título de Héroe de la República y Orden de la Bandera Nacional. Corea del Norte.[459]
- Orden de Buena Esperanza. Sudáfrica, 1997, por sus grandes contribuciones para ayudar al pueblo sudafricano en la lucha contra el apartheid.[460]
- Orden de la Gran Estrella Yugoslava. Yugoslavia, 1999.[461]
- Orden del Príncipe Yaroslav el Sabio en Grado I. Ucrania, 2003, por su contribución al desarrollo de las relaciones entre Ucrania y Libia.[462]
- Collar de la Orden Nacional de Mérito. Malta, 2004.[458]
- Doctorado honoris causa de la Universidad Megatrend. Belgrado, Serbia, 2007.[463]
- Doctorado honoris causa y Medalla de la Universidad 7 de Noviembre en Cartago. Túnez, Túnez, 2008.[464][465]
- Orden de Bogdán Jmelnitski en Grado I. Ucrania, 2008, por contribuciones especiales a la protección de la soberanía, la integridad, el fortalecimiento de la defensa y la seguridad de Ucrania.[466][467]
- Collar de la Orden del Libertador. Máxima condecoración de Venezuela, 2009.[468]
- Medalla de África. Unión Africana, 2009.[460]